# 大沼澤地國家公園
大沼澤地國家公園（英語：Everglades National Park）位於美國佛羅里達州南部，佔地6,106.6平方公里。公園保護了佛罗里达大沼泽地南部約20%的區域，同時坐擁全美最大的亞熱帶荒野。公園面積僅次於死亡谷國家公園和黃石國家公園。聯合國教科文組織先在1976年把公園指定為國際生物圈保護區，再於1979年把其列為世界遺產。在1987年亦把公園列為國際重要濕地。世界上僅有三個地點同時被列為國際生物圈保護區、世界遺產和國際重要濕地，大沼澤地國家公園便是其一。
大多數國家公園都保護令人敬畏的地質構造，而大沼澤地國家公園則是美國首個以保護當地動植物為主的區域。公園包含九個不同但相互依存的生態系統，同時擁有西半球最大的紅樹林生態系統。園內棲息著數以百計的鳥類、魚類、哺乳動物和爬行動物，當中包括39種受聯邦保護的原生物種，例如美洲鱷、佛羅里達山獅和西印度海牛。流經公園的淡水會滲透至南佛羅里達的水源比斯坎含水層內。
人類居住在南佛羅里達的歷史可以追溯到一萬至兩萬年前。佛羅里達半島南部主要由美洲原住民部落特確斯塔人和卡盧薩人分治，而大沼澤地則是兩族之間的天然邊界。自19世紀起，人們經常認為大沼澤地是不利於文明和商業發展的無用沼澤。到了1880年代，人類終於嘗試排乾和開發大沼澤地。然而，人類的湧入和破壞為大沼澤地的動植物生態帶來負面影響。1934年，美國國會通過法案並授權建立大沼澤地國家公園。1947年，時任總統哈里·S·杜魯門宣佈大沼澤地國家公園正式開放。受到人類活動干擾，公園的生態系統已受到嚴重影響，因此環境恢復成為南佛羅里達的政治議題。公園設有多種休閒娛樂設施，遊客可在園內進行遠足、露營、觀光、觀鳥、觀星等活動。

## 地理

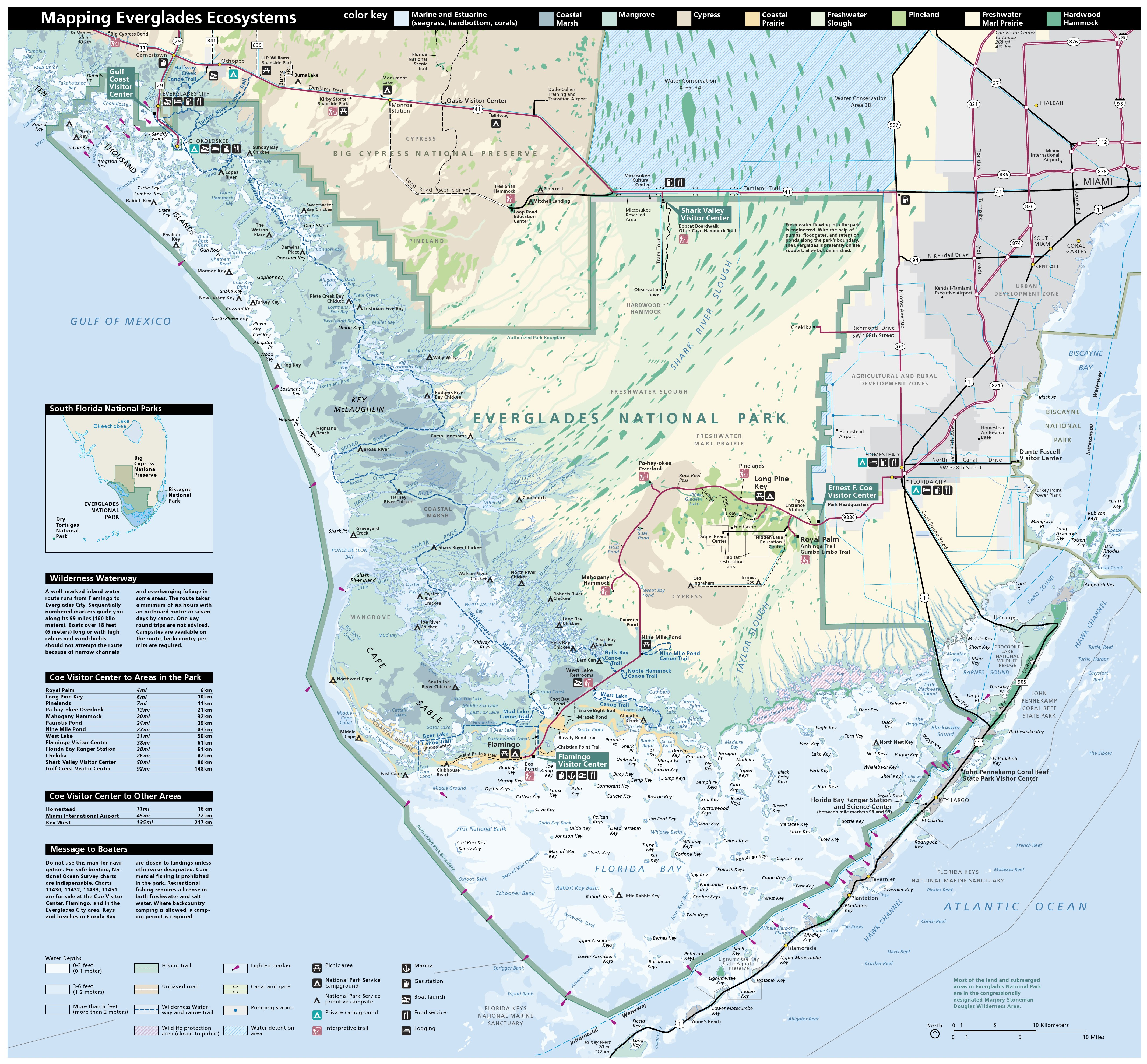
公園地圖

大沼澤地國家公園佔地6,106.6平方公里（1,508,976英畝；2,357.8平方英里），位於大西洋沿岸平原南端，覆蓋佛羅里達州的迈阿密-戴德县、门罗县和柯里爾縣。公園的海拔範圍由0米至2.4米（0英尺至8英尺），平均海拔1.8米（6英尺），但同樣位於該區、由美國原住民卡盧薩人所建造的貝塚則高約6.1米（20英尺）。公園坐擁世上其中一個大型熱帶濕地，同時擁有全美最大的亞熱帶荒野。另外，佛罗里达大沼泽地南部約20%的區域處於公園保護之下。

## 地質
南佛羅里達的地形相對平坦。位於大沼澤地之下的石灰岩對於構成園內的多樣化生態系統實屬不可或缺。佛羅里達州曾經是岡瓦納大陸（非洲部分）的一部分。大陸分裂後，碳酸鈣顆粒在條件允許下，沉積在淺海環境中的貝殼、珊瑚和沙子上，然後逐漸形成石灰岩。細小的貝殼、沙子和苔蘚蟲被壓縮成多層，並在石灰岩中形成鮞粒結構。這種結構具有良好孔隙率和滲透度，故能儲存水分。
佛羅里達半島在10萬至15萬年前才出現在海平面以上。隨著海平面在威斯康辛冰期末期上升，地下水位開始變得接近地面。此時，奧基喬比湖開始氾濫，並產生對流雷雨。湖泊以南沉積著大量泥炭，表示大約5,000年前該區曾發生定期洪水。後來，佛羅里達州北部的亞熱帶植物遷徙而至，熱帶植物則經由加勒比海地區的鳥類得以把種子傳播至此。該區的石灰岩陸棚地勢貌似平坦，但水的酸性會對石灰岩造成侵蝕，因此陸棚有著輕微的上升（稱為尖柱）和凹陷。大沼澤地的土壤類型可分為泥灰和泥炭兩種，但土壤分佈受水文周期長短影響。泥灰是附生生物（藻類、藍菌、微生物和碎屑）的產物，這類土壤常見於被洪水淹沒六個月或更短（短水期）的潮濕草原。泥炭由死亡植物的有機殘骸組成，這類土壤常見於一年中被洪水淹沒超過九個月（長水期）的濕地。植物群落則由土壤類型和水量多寡決定。

## 氣候
根據柯本氣候分類法，大沼澤地國家公園屬熱帶乾濕季氣候。公園有著明顯的乾季與濕季，全年氣溫高，年平均氣溫約24℃。皇家棕櫚護林站錄得的最高溫度紀錄為2011年5月9日的42℃，而最低溫度紀錄則是1977年1月20日的-4℃。夏季（雨季）約在5月至11月，天氣炎熱潮濕，日間溫度維持在30℃至35℃，晚間溫度則維持在17℃至23℃。冬季（旱季）約在12月至5月，天氣溫暖乾燥，日間溫度維持在25℃至31℃， 晚間溫度則維持在12℃至19℃。
大沼澤地國家公園的降水集中在夏季，年平均降水量為1,456毫米。當溫暖潮濕的氣團與不穩定的大氣相結合時，便會在該區形成雷暴。雷暴短則數分鐘，長則數小時，幾乎每天都會發生。大西洋颶風季始於6月1日，終於11月30日，此時區內天氣不太穩定，更有可能遭颶風直接吹襲。冬季的降水量僅為年平均降水量的四分之一左右。位處熱帶的公園鮮有降雪，唯一一次錄得降雪是1977年1月19日，當時適逢北美寒潮。
| 皇家棕櫚護林站            | 皇家棕櫚護林站 | 皇家棕櫚護林站 | 皇家棕櫚護林站 | 皇家棕櫚護林站 | 皇家棕櫚護林站 | 皇家棕櫚護林站 | 皇家棕櫚護林站 | 皇家棕櫚護林站 | 皇家棕櫚護林站 | 皇家棕櫚護林站 | 皇家棕櫚護林站 | 皇家棕櫚護林站 | 皇家棕櫚護林站 |
| 月份                      | 1月            | 2月            | 3月            | 4月            | 5月            | 6月            | 7月            | 8月            | 9月            | 10月           | 11月           | 12月           | 全年           |
| ------------------------- | -------------- | -------------- | -------------- | -------------- | -------------- | -------------- | -------------- | -------------- | -------------- | -------------- | -------------- | -------------- | -------------- |
| 历史最高温 °C（°F）       | 33 (92)        | 36 (97)        | 38 (101)       | 39 (102)       | 42 (107)       | 40 (104)       | 39 (102)       | 39 (103)       | 41 (105)       | 41 (106)       | 37 (99)        | 35 (95)        | 42 (107)       |
| 平均高温 °C（°F）         | 25.6 (78.0)    | 27.2 (80.9)    | 28.5 (83.3)    | 30.2 (86.4)    | 31.9 (89.4)    | 32.8 (91.1)    | 33.6 (92.5)    | 33.7 (92.6)    | 32.9 (91.3)    | 31.1 (88.0)    | 28.4 (83.2)    | 26.7 (80.0)    | 30.2 (86.4)    |
| 日均气温 °C（°F）         | 19.2 (66.6)    | 20.4 (68.7)    | 21.5 (70.7)    | 23.4 (74.2)    | 25.6 (78.0)    | 27.6 (81.6)    | 28.3 (83.0)    | 28.6 (83.5)    | 28.2 (82.8)    | 26.3 (79.4)    | 23.1 (73.5)    | 20.7 (69.3)    | 24.4 (75.9)    |
| 平均低温 °C（°F）         | 12.8 (55.1)    | 13.6 (56.5)    | 14.4 (58.0)    | 16.7 (62.0)    | 19.2 (66.6)    | 22.2 (72.0)    | 23.1 (73.5)    | 23.5 (74.3)    | 23.4 (74.2)    | 21.6 (70.9)    | 17.7 (63.8)    | 14.8 (58.6)    | 18.6 (65.5)    |
| 历史最低温 °C（°F）       | −4 (24)        | −2 (29)        | −1 (31)        | 3 (37)         | 9 (49)         | 10 (50)        | 19 (66)        | 19 (66)        | 18 (64)        | 9 (49)         | −1 (31)        | −3 (27)        | −4 (24)        |
| 平均降水量 mm（）         | 43 (1.70)      | 46 (1.82)      | 49 (1.93)      | 72 (2.85)      | 148 (5.84)     | 229 (9.00)     | 173 (6.82)     | 218 (8.57)     | 229 (9.01)     | 141 (5.55)     | 61 (2.39)      | 48 (1.88)      | 1,457 (57.36)  |
| 平均降水天数（≥ 0.01 in） | 6.6            | 6.5            | 6.7            | 6.3            | 10.9           | 17.2           | 17.2           | 19.2           | 18.3           | 12.6           | 7.8            | 6.6            | 135.9          |
| 来源：NOAA                |                |                |                |                |                |                |                |                |                |                |                |                |                |

## 水文
雖然地下水泉常見於佛羅里達州北部，但它們並不存在於大沼澤地。大沼澤地的主要水源是位於南佛羅里達地下約300米（1,000英尺）的佛羅里達含水層。大沼澤地的裸露土地下方有著大量可透水石灰岩，故其蓄水能力巨大。大部分水以降雨形式抵達大沼澤地，及後被大量儲存在石灰岩內。從大沼澤地蒸發的水則會在都會區變成雨水，並為該區提供淡水資源。此外，雨水會經地表徑流流入北部的基西米河流域，以及奧基喬比湖等水源，並在數日後流入公園範圍。多餘的水會從奧基喬比湖溢出，形成一片寬約64公里至113公里（40英里至70英里）的「河流」，水流速度慢至幾乎難以察覺。

## 生態系統
在20世紀之交，人們對於國家公園的概念只為保護如山脈、間歇泉或峽谷等令人敬畏的地質構造。隨著佛羅里達州人口顯著增長，鄰近大沼澤地的市區出現城市蔓延過程，威脅大沼澤地的生態系統。支持在該區設立國家公園的持份者嘗試說服聯邦政府和佛羅里達州市民，表示大沼澤地中微妙且不斷變化的生態系統同樣值得國家保護，但卻遇到不少困難。1947年，大沼澤地國家公園成立，是美國首個以保護當地動植物為主而非地質景觀的區域。現時，國家公園管理局在園內識別出九個不同但相互依存的生態系統，但在水量多寡及其他環境因素的影響下，生態系統的規模不斷變化。園內棲息著超過350種鳥類、300種魚類、40種哺乳動物和50種爬行動物。公園亦是北美熱帶涉禽重要的繁殖棲息地。

### 淡水沼澤和泥灰大草原

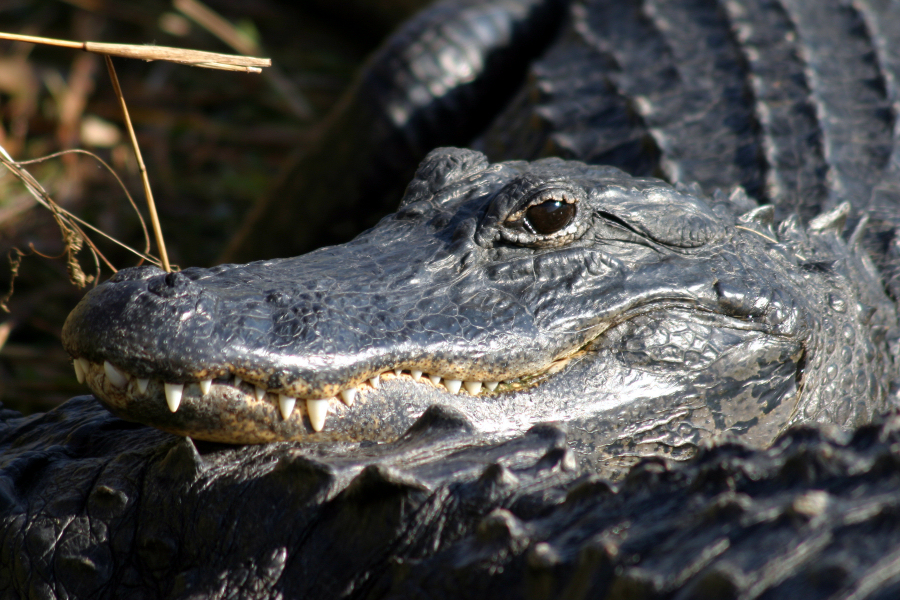
短吻鱷在淡水沼澤和泥灰大草原中繁衍生息

淡水沼澤可能是大沼澤地國家公園最常見的生態系統。這類水道位處低窪地區且被淡水覆蓋，流速為每日30米（100英尺），慢至幾乎難以察覺。鯊魚河沼澤和泰勒沼澤是公園的主要特色。鋸齒草和闊葉沼澤植物在區內十分顯眼，其中鋸齒草的高度可達1.8米（6英尺）或以上，大沼澤地亦因而獲得「草河」外號。多年來倡導不應把大沼澤地生態系統僅僅視為「沼澤」的作家馬喬里·斯通曼·道格拉斯，亦在1947年出版《大沼澤地：草河》一書，藉著書名來加強公眾對於該外號的想像力。大沼澤地內的沼澤區域是鳥類覓食的絕佳地點，多種涉禽均在此處現蹤，包括蒼鷺、白鷺、玫瑰琵鷺、朱鷺和褐鵜鶘，秧鶴和螺鳶在此捕食福壽螺，後者又以鋸齒草為食。棲息於泥沼的魚類、兩棲動物和幼鳥則引來各種淡水龜、美國短吻鱷、佛羅里達食魚蝮和東部菱背響尾蛇。

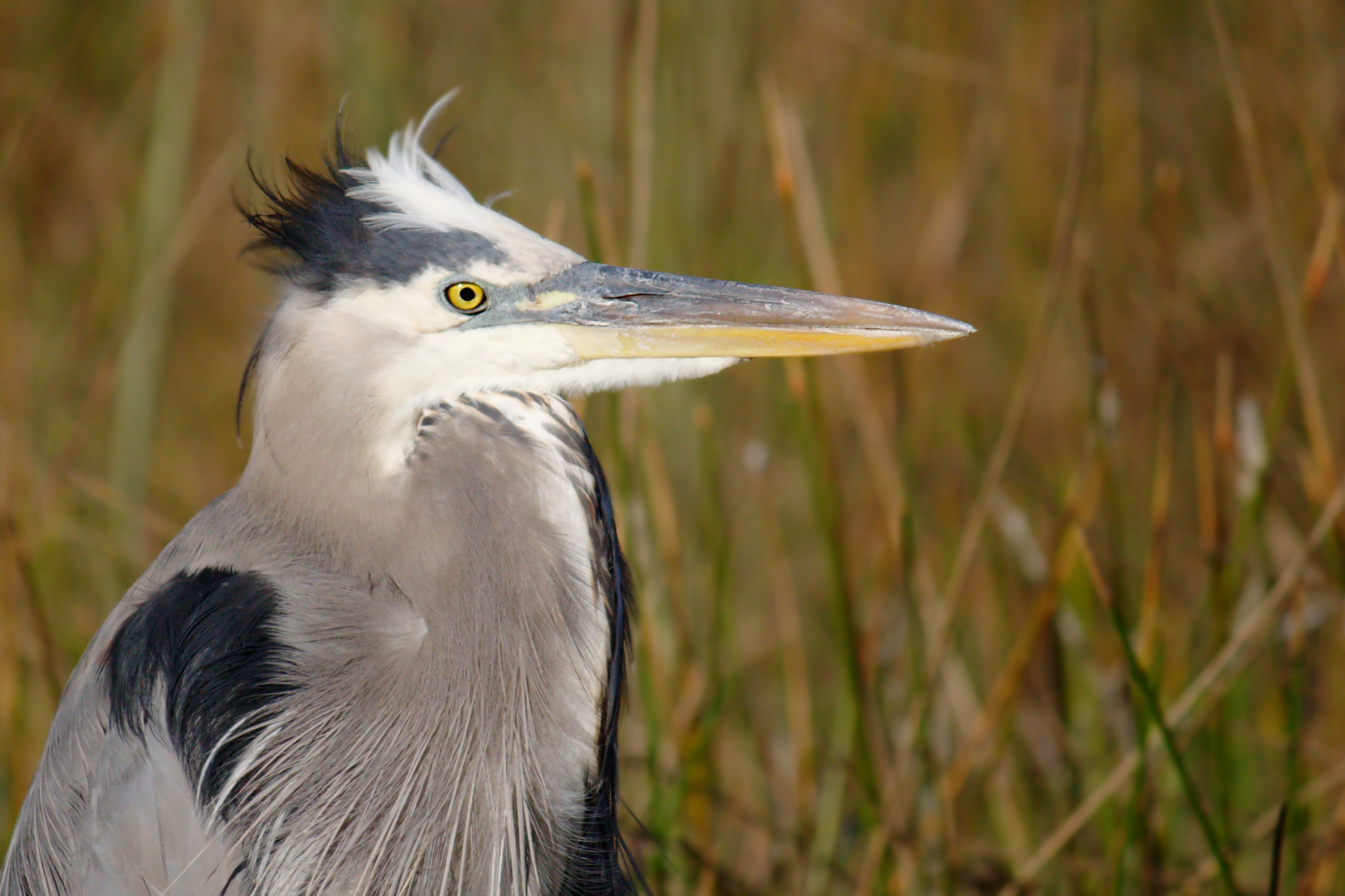
棲息在大沼澤地的大藍鷺

淡水泥灰大草原與沼澤相似，但大草原沒有緩慢流動的地表水，取而代之的是水會從泥灰中滲透。藻類和其他微生物形成附生生物，並依附在石灰岩上。當附生生物變得乾燥，它們便會形成灰色的泥土。相比起區內另一種土壤類型泥炭，扎根於泥灰的鋸齒草和其他水生植物其高度明顯較低。泥灰大草原通常有三至七個月時間被水淹沒，而沼澤則有超過九個月時間沒入水中，有時甚至全年都會被水掩蓋。鋸齒草可能是主導沼澤的單一植物，但泥灰大草原的植物種類更多，包括海灣毛芒亂子草及多種闊葉水生植物。生活在淡水沼澤的動物也棲息在泥灰大草原。泥灰大草原在一年中的某些時候可能會變得乾燥，期間短吻鱷會在泥濘中挖洞，而這類洞穴則會形成水池，讓魚類和兩棲動物能在旱季存活下來。此外，鱷魚洞還會吸引其他動物聚集，一同捕食體型較小的獵物。短吻鱷此舉在維持大沼澤地偏遠地區生命力方面發揮著至關重要的作用。當雨季重臨該區並引致氾濫時，在鱷魚洞內生存的魚類和兩棲動物將會再度在淡水泥灰大草原上繁衍生息。

### 熱帶硬木哈莫克林
哈莫克林是公園內唯一的旱地。相比長滿草的沼澤，森林內的植物高度更高。森林主要由亞熱帶和熱帶樹木等多種植物組成，例如維吉尼亞橡木、野生羅望子和銅木。樹木通常形成樹冠，而九節屬植物、對面花、毒木、鋸葉棕櫚等灌木則在樹冠下方茁壯成長，動物亦會在灌木叢出沒。公園的沼澤之中有著數以千計這類樹島，但松林和紅樹林中亦能找到它們的蹤影。

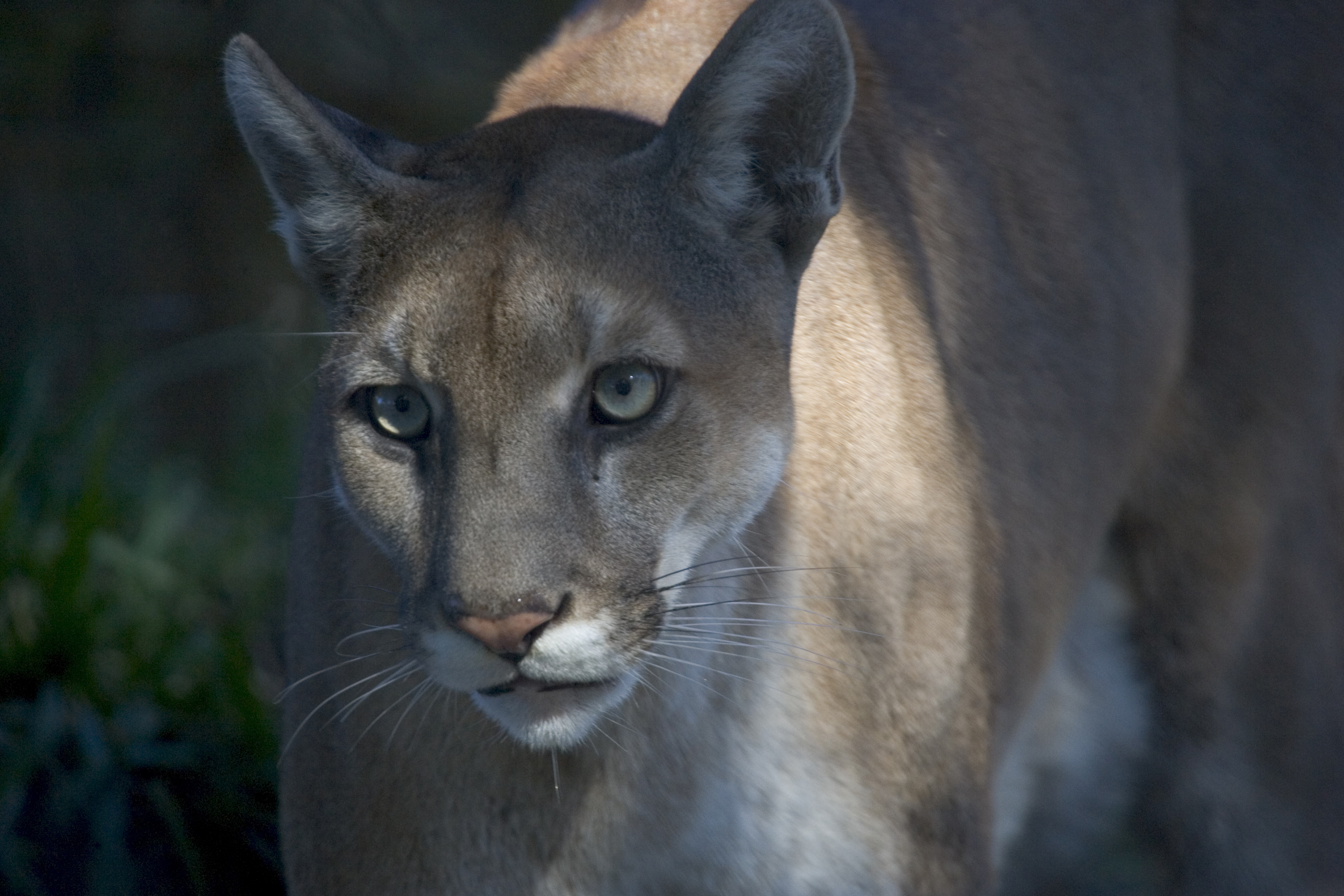
現時約有160隻佛羅里達山獅棲息在區內的哈莫克林和松林中

由於陽光難以穿透層狀結構到達地面，只有少量植物生長於哈莫克林底部。樹冠之下是動物的理想棲息地。爬行動物（如安樂蜥及各種蛇類）和兩棲動物（如美國綠樹蛙）棲息在硬木林上。橫斑林鴞、啄木鳥、北美紅雀和南方白頭海鵰等鳥類則在哈莫克林上築巢。許多哺乳動物亦生活在森林底部，包括佛羅里達黑熊、赤狐、美洲水鼬、澤兔、灰狐、白尾鹿，以及極危物種佛羅里達山獅。

### 松林地帶

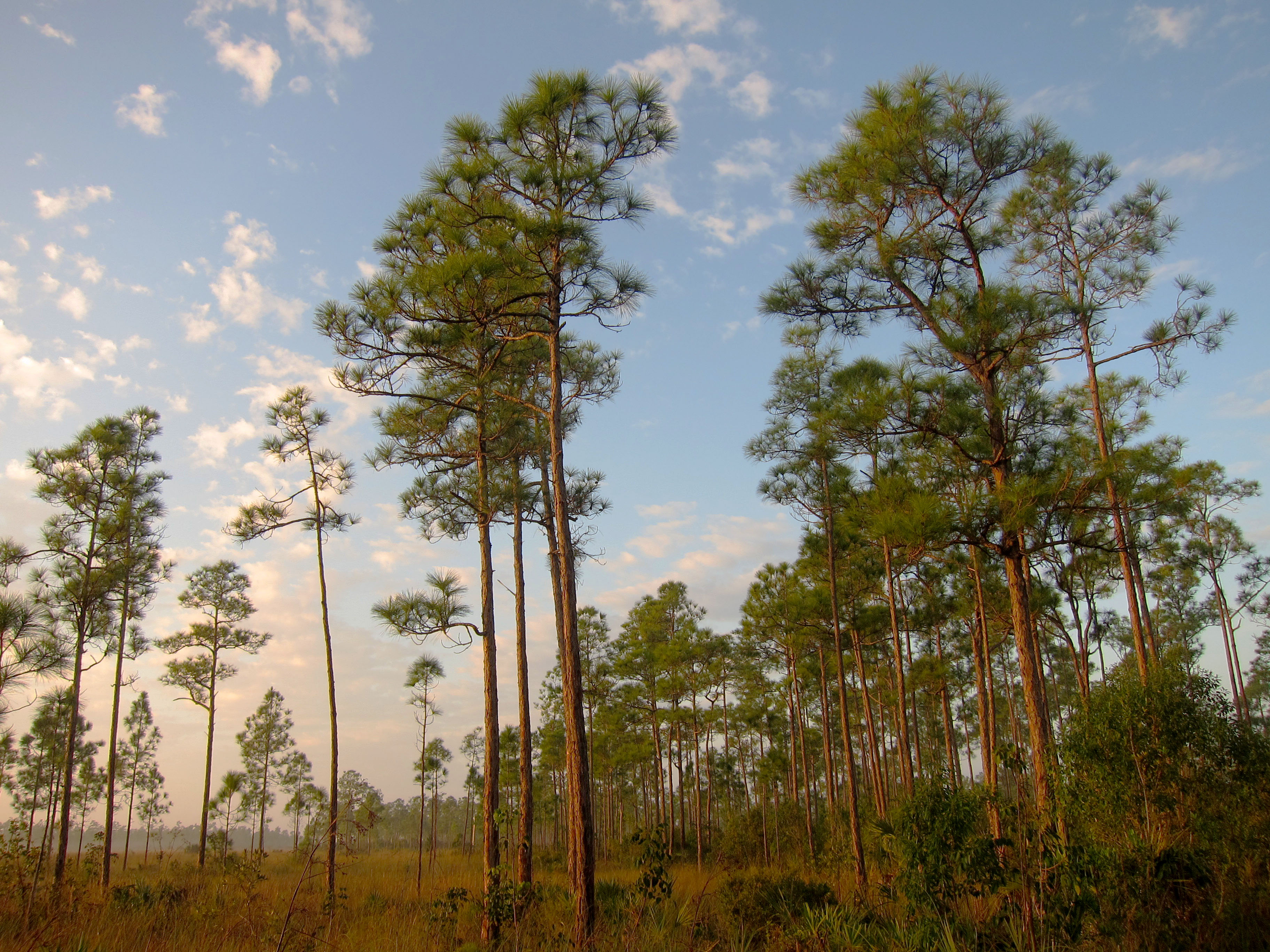
日出時的松林地帶

邁阿密-戴德縣曾被面積達752.7平方公里（186,000英畝；290.6平方英里）的松樹岩地森林覆蓋，但歷經城市化、農業發展和木材公司砍伐後，大多林木已經消失。松林地帶生態系統（或稱松樹岩地）的特徵是石灰岩地層上淺而乾燥的砂質壤土幾乎完全被南佛羅里達濕地松所覆蓋。在此生態系統內，較軟的石灰岩地層經磨蝕後形成溶洞，其顆粒則會與土壤一同積聚在洞穴內，植物得以扎根其中。火是松樹群落生存的必要條件。南佛羅里達州的濕地松經歷特殊適應後，會透過掉落大量乾松針和脫落乾樹皮來增強火勢。同時，松果亦會在受熱的情況下傳播種子。值得一提的是，南佛羅里達濕地松的樹幹和根部是防火的。國家公園管理局會在每三至七年進行策略燒除，以防生長速度較快的硬木在該區扎根。如果沒有這類管控措施，硬木林便會阻擋松樹幼苗接觸光線，最終把該區由松林改變為混合沼澤森林。該區大多數植物會在火災後大約16週內開花。幾乎所有松林地帶的下層植被都長有棕櫚灌木和多樣化的野生草本植物。
松林地帶是佛羅里達州其中一個受威脅棲息地。在公園範圍外，只有不到16.2平方公里（4,000英畝；6.3 平方英里）的松林存活。而在公園內，受保護的松林地帶面積則達80.9平方公里（20,000英畝；31.3平方英里）。各種動物均能在此地滿足自身對於食物、住所、築巢和棲息的需求。啄木鳥、東草地鷚、呆頭伯勞、擬八哥和小嘲鶇等鳥類在松林十分常見。佛羅里達黑熊和佛羅里達山獅亦會棲息在此區。

### 柏樹林和紅樹林

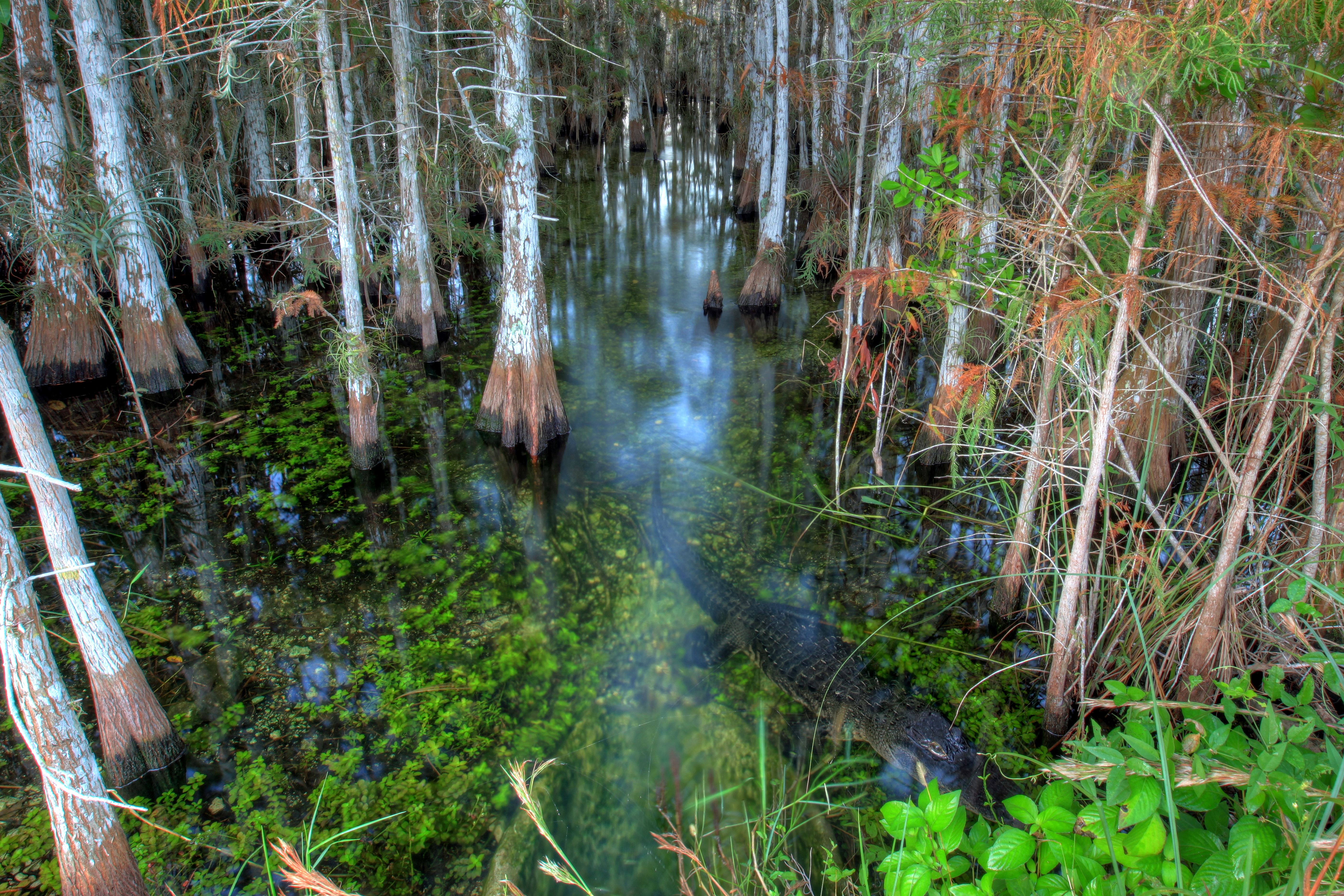
棲息在柏樹穹頂的鱷魚

柏樹是適合在淡水生活的松柏門植物。這些植物部分生長在被稱為「柏樹穹頂」的緊密結構內，亦有部分扎根於長條型灘岸上。水位有時會在這兩類濕地周圍劇烈波動，因此柏樹會在根部形成被稱為「膝根」的獨特結構，並從水中垂直突出。在植物學界的假設中，這種結構有助根部吸收氧氣，以及鞏固樹木結構。矮柏樹生長在土壤較為貧瘠的乾燥地區。諸如鳳梨科植物、松蘿菠蘿、蘭花和蕨類植物等附生植物均會在柏樹的樹枝和樹幹上生長。現時，公園內長有25種蘭花。高大的柏樹為鳥類提供絕佳的築巢區域，不少鳥類都曾在該區現蹤，包括野生火雞、朱鷺、蒼鷺、白鷺、美洲蛇鵜和帶魚狗。而棲息在柏樹沼澤的哺乳動物則包括白尾鹿、松鼠、浣熊、北美負鼠、北美臭鼬、澤兔、北美水獺、短尾貓，以及小型囓齒動物。
紅樹林覆蓋南佛羅里達海岸線，有時甚至會根據大沼澤地生態系統中的鹹水量在內陸生長。適逢乾燥年份，流入海岸的淡水減少，紅樹林亦會出現在淡水植物群落之中。雨量充沛時，鋸齒草和其他淡水植物更可能會在靠近海岸的地方生長。美國紅樹、黑皮紅樹和白紅樹均扎根於大沼澤地中。憑藉著對於鹹水、海風、極端潮汐、高溫和軟泥的高度忍耐力，紅樹林適應了這種極端生存環境。紅樹林是佛羅里達州抵禦颶風、吸收洪水和防止海岸侵蝕的第一道防線。此外，紅樹林也是許多海洋生物和鳥類的孵育地。大沼澤地國家公園擁有西半球最大的紅樹林生態系統。

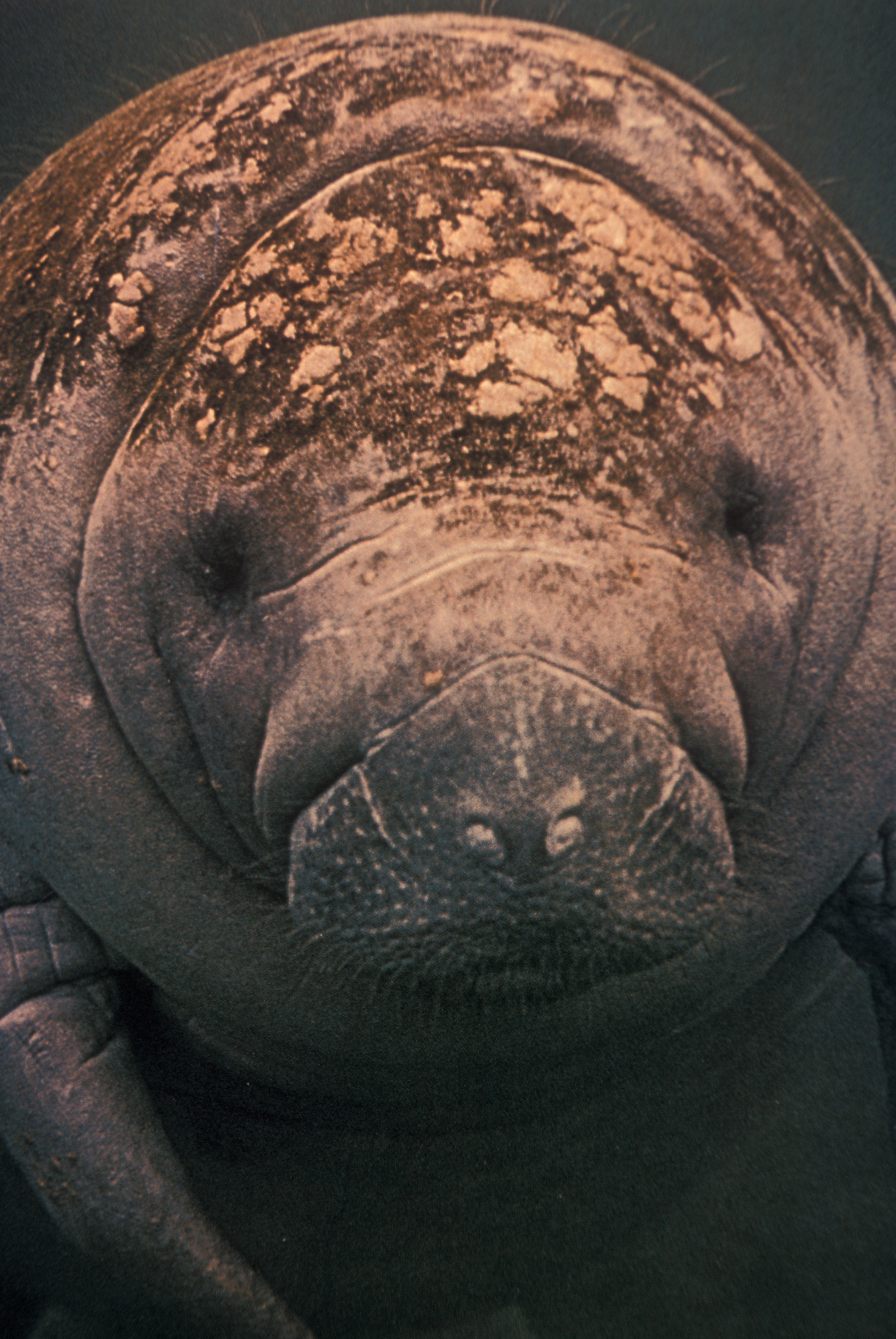
海牛棲息在紅樹林周邊的淺水區域

佛羅里達州的紅樹林系統養活了220種魚類，以及各種螃蟹、淡水龍蝦、蝦、軟體動物和其他無脊椎動物，牠們是許多鳥類的主要食物來源。數十種鳥類視紅樹林為孵育地和覓食地，包括鷹、鳶、鵜鶘、鸊鷉、三色鷺、海鷗和燕鷗，以及北美黃林鶯、紅樹美洲鵑和白頂鴿等樹棲型鳥類。此外，紅樹林亦是24種兩棲動物和爬行動物以及18種哺乳動物（當中包括易危的西印度海牛、瀕危的綠蠵龜和極危的玳瑁）的棲息地。

### 沿海低地
沿海低地（又被稱為潮濕草原）位於佛羅里達灣潮汐泥灘和旱地之間，是個排水良好且被灌木覆蓋的鹹水沼澤。沼澤會在海水升高時吸收海水，下雨時則吸收淡水。颶風和熱帶風暴潮會在該區引發洪水，此時海水高度將會升高。另外，當暴雨季來臨時，來自北方的雨水會流入大沼澤地並誘發洪水。週期性洪水以及熱帶風暴和颶風所帶來的強風導致此區域明顯地沒有紅樹林生長。由於該區生長環境惡劣，只有少量植物能夠生存，其中便包括龜草和鹽角草這類耐鹽且能適應鹹淡水和沙漠條件的多肉植物。棲息在沿海低地的動物包括薩布爾角海濱沙鵐、大沼澤地螺鳶、林鸛、東部靛藍蛇，以及大鼠、小老鼠和兔子之類的小型哺乳動物。動物的存活取決於該區水量。季節性乾旱期間，區內的溶洞便會成為水生和半水生物種的重要避難所，與此同時各類涉禽亦會趁水位下降在此覓食。

### 海洋和河口

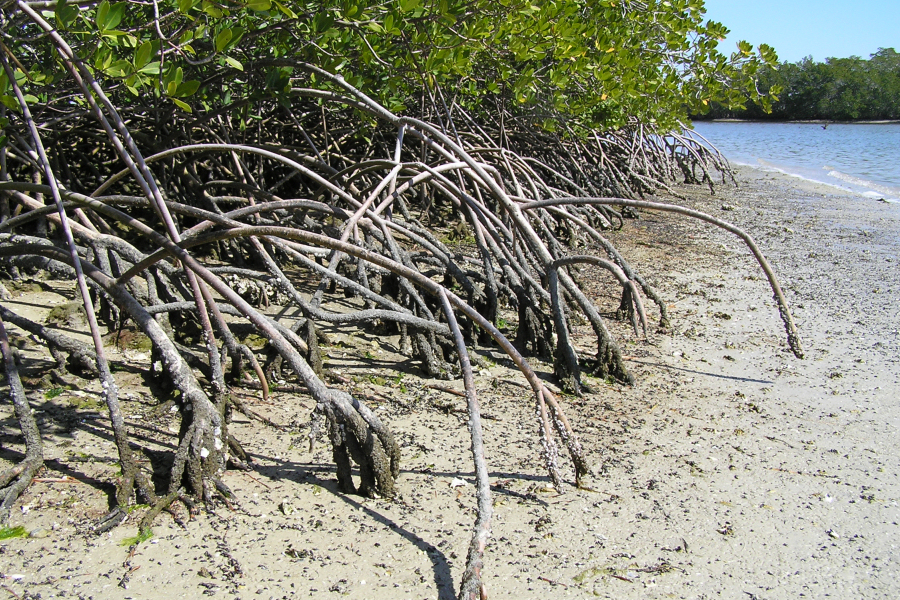
紅樹林會減少海岸侵蝕並庇護野生動物

佛羅里達灣是公園內最大的水域，範圍由大陸南端的紅樹林沼澤延伸至佛羅里達礁島群，海洋生態系統面積超過2,100平方公里（800平方英里）。海灣的海底基岩區域是珊瑚、海綿和海草的棲息地，它們為甲殼類和軟體動物提供庇護所和食物，而這些動物又是大型海洋動物的主要食物來源。鯊魚、魟魚和梭子魚是部分棲息在該水域內的魚類。寬吻海豚亦常在淺海區域活動。鵜鶘、燕鷗、黑剪嘴鷗等涉禽海鳥經常在公園海岸線出沒。
海灣許多流域被沙洲分隔。這些沙洲是重要的休閒漁場，大量魚類在此棲息，包括鋸蓋魚、紅擬石首魚、雲紋犬牙石首魚、大西洋海鰱、北梭魚、鐮鰭鯧鰺、西大西洋笛鯛、藍鰓太陽魚和鱸魚等。玫瑰琵鷺、棕頸鷺和大白鷺等涉禽在佛羅里達灣一帶擁有獨特的亞群。棲息在河口一帶的鳥類還包括白頭海鵰、鸕鶿和魚鷹等。另外，浣熊、負鼠、短尾貓和狐松鼠等哺乳動物則沿海岸線生活。

## 人類歷史

### 美國原住民定居

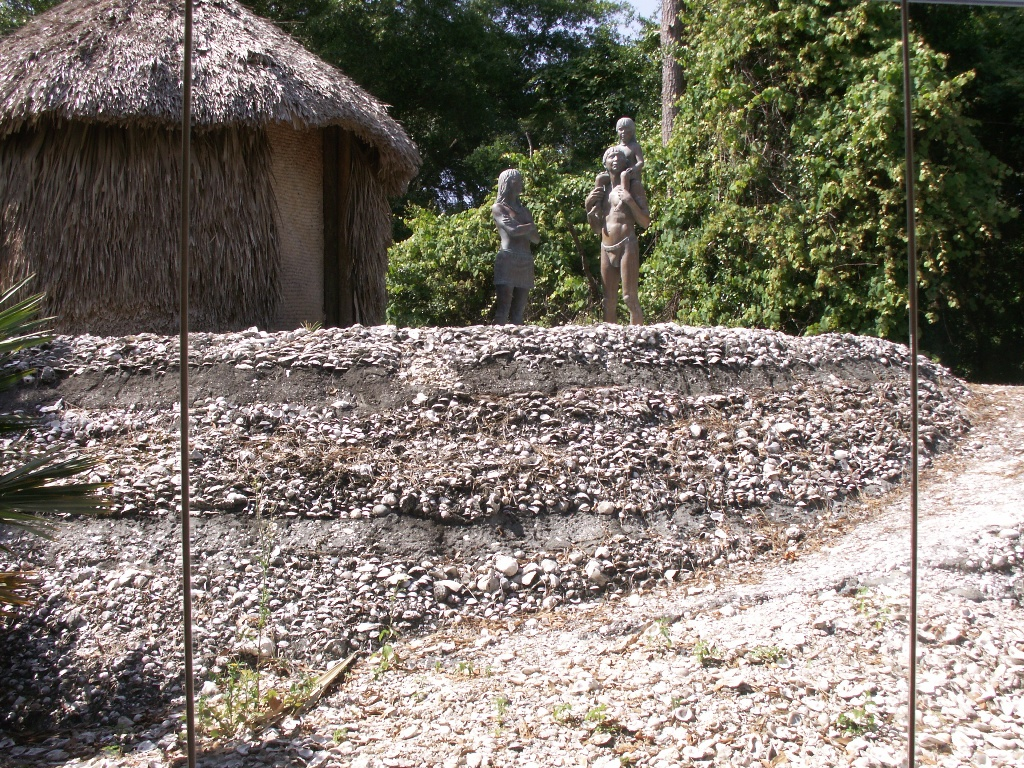
佛羅里達自然歷史博物館內的卡盧薩人棚屋複製品

人類居住在佛羅里達南部地區的歷史可以追溯到一萬至兩萬年前。佛羅里達半島南部主要由兩個美洲原住民部落分治。特確斯塔人居於東面，在邁阿密河河口附近形成大型社區。族人較多的卡盧薩人則居於西面，部落由30條村莊組成。大沼澤地是兩族之間的天然邊界。雖然兩族均會穿越大沼澤地，但他們主要沿海生活，很少居住於大沼澤地內。
特確斯塔和卡盧薩兩族均以貝類、魚類、小型哺乳動物、野味和野生植物為食糧。由於該區只有較軟的石灰岩，原住民大多利用貝殼、骨頭、木頭和動物牙齒製成工具使用。另外，他們會利用鯊魚牙製作切刀，並以鋒利的蘆葦製成箭和長矛。卡盧薩人所建造的貝塚至今仍佇立在公園內，此亦有助考古學家和人類學家了解原住民以什麼原材料來製造生活工具。在西班牙探險家首次接觸兩族時，他們估計特確斯塔人有800餘人，而卡盧薩人則有2,000餘人。根據國家公園管理局的資料，16世紀後期西班牙人到達該區接觸原住民部落時，約有2萬名原住民生活在大沼澤地或鄰近地區。卡盧薩人屬於階層社會，能大興土木建造運河和土壘防禦工事，因此他們也具備抵抗西班牙征服的能力。
西班牙人與區內的原住民部落建立聯繫，並在北部鄰近奧基喬比湖的位置建立傳教站。18世紀，克里克人入侵大沼澤地，並把人數日漸減少的特確斯塔人納入部落。18世紀中期，英國人奪得佛羅里達的控制權，生活在該區的原住民人數已減至數百人。到了1800年，特確斯塔和卡盧薩兩族已不復存在。疾病、戰爭和俘虜為奴是造成兩族消亡的主要原因。卡盧薩人建造的貝塚是兩族曾在公園邊界生活的唯一證據。
19世紀初期，克里克人、逃亡黑奴和其他因克里克戰爭而流離失所的佛羅里達北部原住民，共同組成塞米諾爾人，並生活在大沼澤地。1842年第二次塞米諾爾戰爭結束後，塞米諾爾人被迫遷移至俄克拉荷馬州附近的印第安領地。為了逃避強制西遷，數以百計的塞米諾爾獵人和偵查者前往現今的大柏樹國家保護區定居。第三次塞米諾爾戰爭後，密卡蘇奇人遷移至大沼澤地一帶，以逃避歐裔美國人殖民地的干擾。1859年至1930年左右，塞米諾爾人和密卡蘇奇人均在區內孤立地生活，並以貿易為生。雖然兩族的語言皆屬穆斯科吉語系，但又互不相通。
部份塞米諾爾人和密卡蘇奇人仍生活在公園邊界。為了確保原住民能行使其現有權利，國家公園管理局修改了公園政策和程序，但規定他們所行使的權利不能與公園目的互相衝突。

### 白人聚落
塞米諾爾戰爭結束後，美國人開始在萬島群島和薩布爾角等沿海孤立點定居，這些地點現今均位於公園範圍內。後來，喬科羅斯基島和佛朗明哥這兩個社區開始發展起來。它們均建於大沼澤地面積較大的乾地上，並於1890年代初期先後設立郵局。喬科羅斯基島是一個高約6.1米（20英尺）的貝塚，卡盧薩人曾經佔領此處長達數以千年。這兩個聚居地充當貿易中心，為居於萬島群島的少量農民、漁民和燒炭工人提供服務。20世紀之前，這兩個聚居地以及其他更偏僻的農莊在只能乘船到達。大沼澤地市位於喬科羅斯基島附近的大陸上，自1920年起它便成為塔米亞米公路建設總部，享有短暫的繁榮時期。1922年，佛羅里達市與佛朗明哥透過泥路連接起來。1928年，沿著大沼澤地國家公園北部邊界的塔米亞米公路正式對外開放。這條道路把大沼澤地一分為二，並為當地帶來小規模但穩定的白人移入潮。1956年，大沼澤地市成功透過穿越濕地的堤道連接喬科羅斯基。公園建成後，佛朗明哥地區的私人土地被政府徵收，及後被併入公園以作遊客中心。

### 土地開發與保護

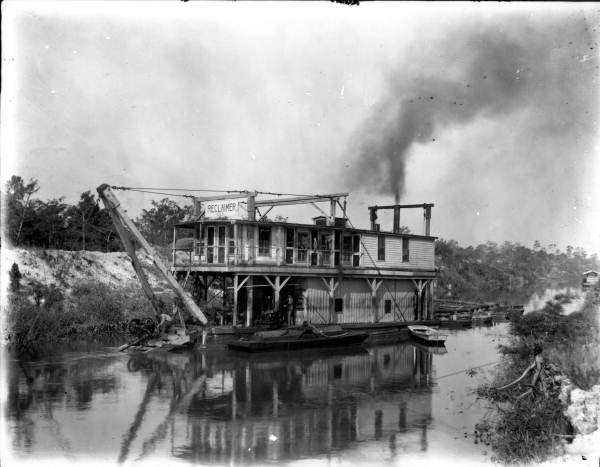
建於大沼澤地的運河水閘，攝於1906年

自19世紀起，人們經常認為大沼澤地是不利於文明和商業發展的無用沼澤。1880年代，人類曾多次嘗試排乾和開發大沼澤地。人類在該區建造的首條運河未能排乾沼澤，因此未有對大沼澤地生態系統造成傷害。拿破崙·波拿巴·布勞沃德在1904年的州長競選活動中，大幅著墨於如何透過排乾大沼澤地來創建「大沼澤地帝國」。當選後，布勞沃德便下令在1905年至1910年間透過挖掘運河來排乾沼澤。項目最終取得成功，開發商以每英畝30美元的價格出售大片土地，李縣、戴德縣以及戴維鎮因此獲得大量可發展土地。運河除了能排乾沼澤外，亦能向種植甘蔗的農田供水。
1920年代，南佛羅里達人口激增，導致該州進入土地繁榮期。作家邁克爾·格倫瓦爾德更直指這次的土地繁榮是「瘋狂」。土地買家會在該幅地皮未建成任何建築物的情況下購入，有部分更會在未有詳細建設計劃下便選擇承接。新的土地擁有人急於回收資金，於是在近期才被排乾的土地上倉促建造房屋和小鎮。為了確保房屋的視野良好，土地擁有人更會砍倒海岸上的紅樹林，並植上根系較淺的棕櫚樹。後來，美國陸軍工兵部隊開始建造大型運河以控制大沼澤地的上漲水位。儘管如此，奧基喬比湖的水位未有顯著減少，該區在降雨時亦出現水浸問題，城市規劃師需要想盡辦法來完善排水設計。1926年，颶風邁阿密引起的風暴潮導致奧基喬比湖的防洪堤決堤，洪水淹至湖泊南岸，數以百計市民溺水身亡。兩年後，奧基喬比颶風引起風暴潮，洪水再次衝破湖泊的防洪堤，並淹沒周邊地區，至少2,500人罹難。1930年代，環繞奧基喬比湖的赫伯特胡佛防洪堤落成，並有效地切斷大沼澤地的水源。自此，一直宣稱大沼澤地不適合人類居住的政客選擇沉默。
除了防洪堤外，政府在該區引入綠花白千層，嘗試利用它來排乾大沼澤地。房地產商亦引進木麻黃科植物作防風林。然而，人類湧入對該區的動植物生態產生負面影響。該區的林木因木材供應而遭到伐木公司肆意砍伐，而鱷魚、鳥類、青蛙和魚類亦遭大規模獵殺。20世紀初期，涉禽羽毛是製作女性帽子的原材料之一，因此牠們亦被人類盯上，大量涉禽遭到射殺。人們對大沼澤地產生的最大影響是將水從該地分流。大沼澤地的運河被加深加寬，導致區內水位急劇下降，食物網亦因而出現混亂。水資源逐漸短缺亦導致南佛羅里達在1939年經歷了一場足以引發嚴重山火的旱災。後來，鹹水漸漸取代運河內的淡水。到了1997年，科學家更發現鹹水正滲入南佛羅里達的水源——比斯坎含水層。
1940年代，自由撰稿人和前《邁阿密先驅報》記者馬喬里·斯通曼·道格拉斯為了撰寫有關邁阿密河的文章，而開始研究大沼澤地。過程中，她對大沼澤地產生興趣，並花費五年時間研究該區水土。1947年，她出版了《大沼澤地：草河》一書，極為詳細地描述該區的自然生態及相關人類歷史。她在書中最後一章概述大沼澤地即將消失的情況：「數個世紀以來，水甜草綠的河流賦予這片龐大地區意義、生命和獨特性。人類在此未有立足之地。如今，河流卻被人類的貪婪、無知和愚蠢拖入混亂之中，變成了一條火河。」她在生態保護上持續奉獻，又經常犧牲政治利益來專注於大沼澤地議題上，以致她獲得「大沼澤地的貴婦人」、「大沼澤地的祖母」及「敵基督」的綽號。1969年，她創立非牟利組織大沼澤地之友並擔任主席，以抗議開發商企圖在區內興建噴射機機場，最終項目在多個組織的力阻下中止。時至今日，大沼澤地之友已發展到逾4,000名成員，致力於保存、保護和恢復世上唯一的大沼澤地。她在1998年以108歲高齡去世，生前仍在編寫和談論大沼澤地的重要性。

## 公園歷史

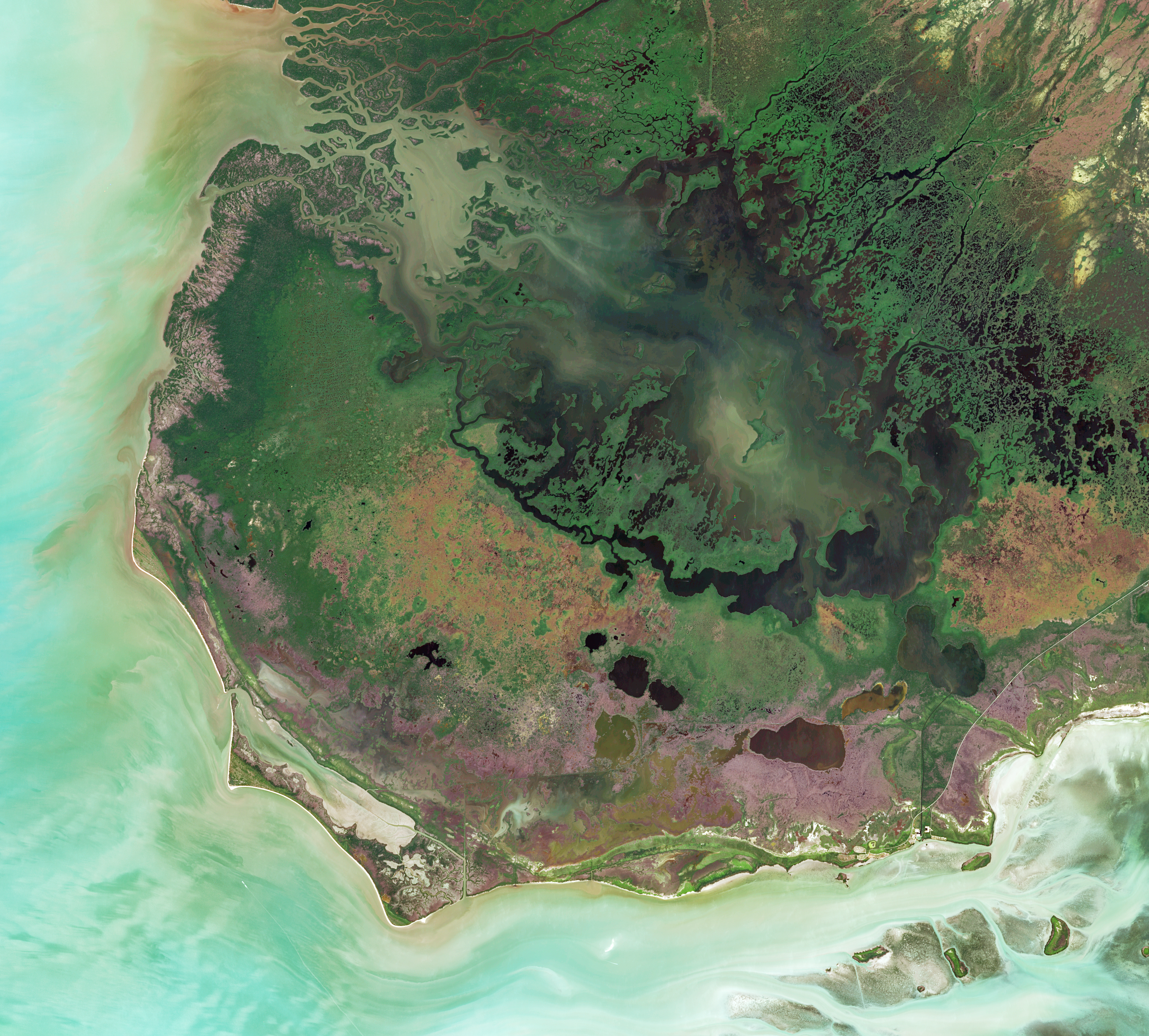
薩布爾角的衛星圖片

20世紀初，希望至少保留部分大沼澤地的佛羅里達人開始表達他們對自然資源減少的擔憂。1923年，邁阿密的博物學家首度提議將皇家棕櫚州立公園一帶設為國家公園。該公園成立於1916年，以植物多樣性和壯觀的哈莫克林而聞名，園內設有遊客中心和多條步道。五年後，佛羅里達州議會成立熱帶大沼澤地國家公園委員會，以評估和研究設立保護區的可行性。委員會由歐內斯特·F·科伊領導。科伊原為土地開發商，後來成為環保主義者，最後更獲得「大沼澤地國家公園之父」的外號。在科伊最初的計劃中，國家公園佔地超過8,093.7平方公里（2,000,000英畝），範圍覆蓋奧基喬比湖、大柏樹國家保護區和拉戈島等地。由於所涉土地面積極大，土地開發商和運動狩獵者等持份者均要求縮小公園的規模。但執著於公園面積的科伊不願與他人妥協，此舉幾乎令設立公園的計劃胎死腹中。
委員會的工作除了研究設立公園的可行性外，還須構思籌集購地資金的方法。然而，委員會思索期間適逢經濟大蕭條，資金變得難以籌措。1934年5月30日，美國國會通過法案，授權建立新的大沼澤地國家公園。可是，法案設有多項附加條件，包括聯邦只能透過公共或私人捐贈獲得相關土地，土地會永久保留為荒野，以及聯邦政府在五年內不得為公園的管理、保護或開發支出任何公共資金。公園得以成立除了歸因於科伊的努力，亦有賴於參議員斯派薩德·霍蘭德的政治活動。1940年，霍蘭德在競選佛羅里達州州長時已支持加快完成大沼澤地國家公園項目，並相信務實的保護會使人民受益。在擔任州長及參議員期間，霍蘭德一直幫助聯邦政府協商各界人士以獲得公園所需的土地。經協商後，公園佔地5,260.9平方公里（1,300,000英畝），不包括大柏樹國家保護區、拉戈島、特納河地區，以及一塊面積89平方公里（22,000英畝）具有高度農業價值的土地。《邁阿密先驅報》編輯約翰·彭尼坎普亦功不可沒，他在推動佛羅里達州議會籌集200萬美元購買公園邊界內的私人土地方面發揮重要作用。1947年12月6日，恰好是馬喬里·斯通曼·道格拉斯的《大沼澤地：草河》發行一個月後，時任總統哈里·S·杜魯門在大沼澤地市舉行的啟用儀式上宣佈大沼澤地國家公園正式開放。同年，數場熱帶風暴吹襲南佛羅里達並誘發洪水，迫使聯邦政府和州政府改善當地的排水系統，修建長約2,300公里（1,400英里）的運河，將農民和居民不需要的淡水排入大海。
1948年，國會授權成立佛羅里達州中南部防洪計劃，由美國陸軍工兵部隊負責管理，旨在捕獲流往大西洋和墨西哥灣的淡水並將其重新分配至有需要地區。計劃包括各長1,600公里（1,000英里）的防洪堤和運河、150個水控結構和16個主要抽水站。工兵部隊在奧基喬比湖正南方建立了一個農業區以及三個水源保護區，這些區域均與運河連接。多餘的淡水能夠由上述區域，透過運河轉移至城市地區，或者大西洋、墨西哥灣和佛羅里達灣。這些經改造區域的南部是則大沼澤地國家公園，其水源和供水已被有效切斷。到了1960年代，公園明顯受到影響。雖然計劃列明需要向公園提供足夠的淡水，但顯然地此方針未有貫徹到底。1969年，開發商試圖在大柏樹國家保護區附近興建噴射機機場，此項目會為該區環境帶來可怕影響，因而觸動了不少持份者（特別是環保人士）的神經。這場開發商與環保人士之間的角力有助把環保運動提升至地方和國家政治層面，而項目最終被聯邦政府阻止。1972年，佛羅里達州議會頒布《水資源法》，以遏制南佛羅里達的發展，並確保國家公園能夠獲得所需的淡水量。由於管理不善，防洪計劃對大沼澤地獨特而多樣的生態系統造成破壞。自1990年開始，工兵部隊把計劃重點由興建水壩運河改為純粹的生態環境恢復。
科伊最初的大沼澤地國家公園願景中曾經包含不少地區，包括現今的比斯坎國家公園、大柏樹國家保護區、拉戈島的約翰彭尼坎普珊瑚礁州立公園、萬島群島國家野生動物保護區、佛羅里達礁島群國家海洋保護區。自公園在1947年正式開放，這些地區逐漸被納入公園範圍，又或是併入其他保護區，正式受到聯邦政府的保護。1976年10月26日，聯合國教科文組織把公園指定為國際生物圈保護區。1978年11月10日，公園大部分地區被指定為荒野地區。2015年，公園的荒野面積為5,246.7平方公里（1,296,500英畝），佔總面積的86%。1979年10月26日，聯合國教科文組織把公園列為世界遺產。1987年6月4日，公園被列為國際重要濕地。世界上僅有三個地點同時被列為國際生物圈保護區、世界遺產和國際重要濕地，大沼澤地國家公園便是其一。此外，公園在1993年至2007年曾被列入瀕危世界遺產名錄。2010年，由於公園的水生生態系統持續退化，引起顯著的富營養化跡象，對海洋生物產生負面影響，故教科文組織應美國政府的要求再度把公園列為瀕危世界遺產，並持續至今。
風暴是公園生態系統的自然組成部分。1960年，颶風唐娜吹襲大沼澤地國家公園，並在紅樹林中留下幾公里寬的枯立木，該區需時30年才得以完全恢復。2005年，颶風卡特里娜、颶風威爾瑪和颶風麗塔先後吹襲公園，嚴重損毀該區的人造建築。2009年，佛朗明哥的遊客中心和旅館遭到201公里每小時（125英里每小時）的強風吹襲，加上高2.4米（8英尺）的風暴潮，導致已有50年歷史的旅館淪為廢墟。乾旱亦不時在區內亦引發多場火災。除了乾旱火災外，園內亦有時會發生故意縱火。單在2021年春季，兩個月內便發生了9宗故意縱火。

### 環境恢復

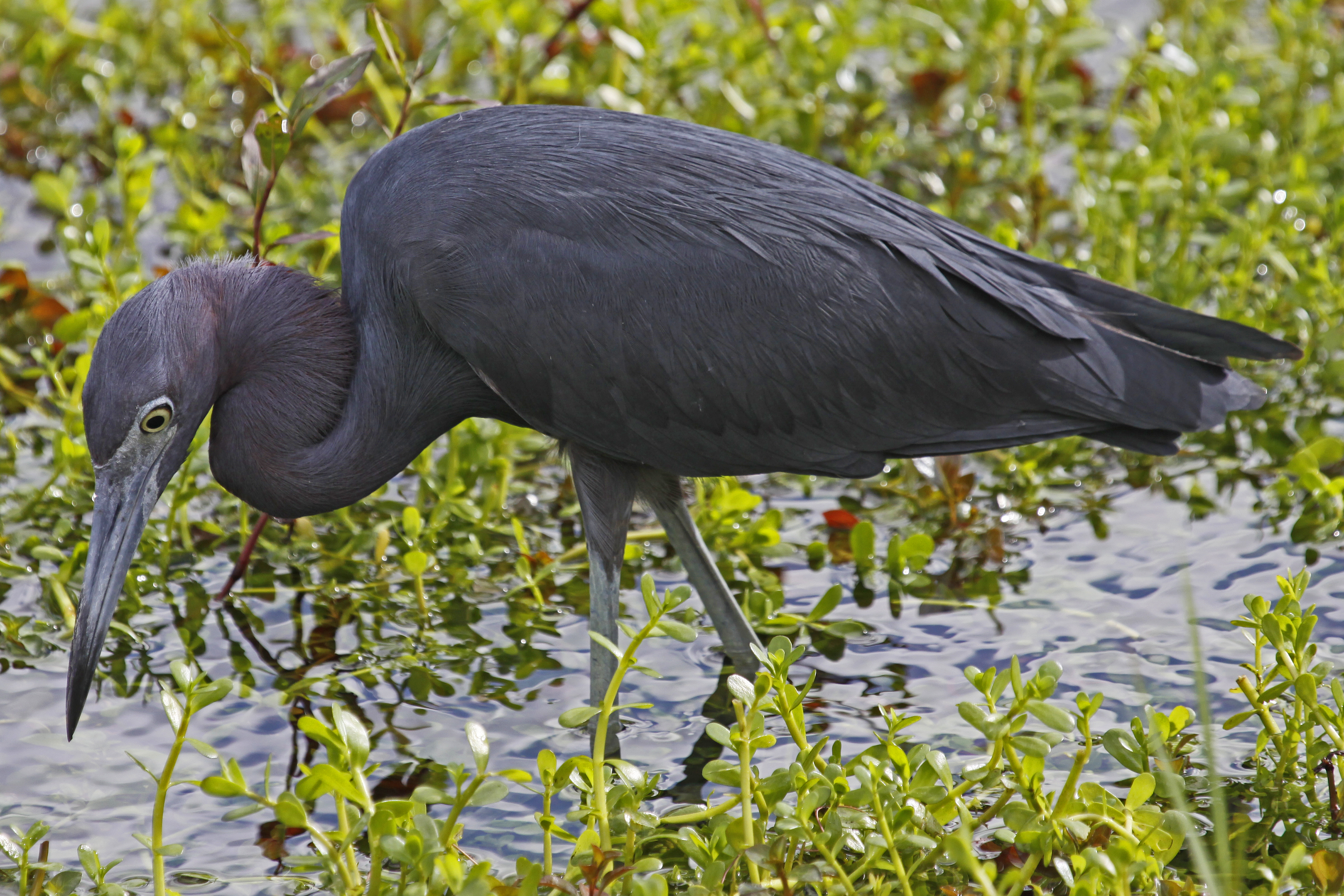
小藍鷺在鄰近蛇鵜小徑的水中狩獵

1989年12月13日，時任總統乔治·赫伯特·沃克·布什簽署《大沼澤地國家公園保護與擴展法案》。法案列明，公園東側約443.2平方公里（109,506英畝）的土地會被撥入公園範圍，並禁止在園內使用風扇艇。另外，陸軍部須恢復大沼澤地國家公園的水資源以改善園內生態系統，而內政部長則須在保持本地動植物的自然豐度、多樣性、生態完整性以及不改變本地動物的自然行為的前提下營運和管理公園。布什總統在聲明中表示，「透過立法草河將得以恢復其自然水流」。
2000年，國會批准了旨在「恢復、保存和保護南佛羅里達生態系統，同時滿足該地區其他水資源需求」的大沼澤地綜合恢復計劃（CERP）。國會指此計劃是聯邦政府為恢復大沼澤地所做的努力，同時聲稱它是史上最大型的環境修復。然而，此計劃具有爭議，批評者擔心它「依賴不確定的技術，忽視水質，補貼破壞性增長並延遲其環境效益」。計劃支持者之一是環保組織奧杜邦學會，該會被大沼澤地之友和生物多樣性法律基金會指控在環保議題上優先考慮農業和商業利益。
CERP包含多個項目，其中包括建造大型地下蓄水庫，每日收集並儲存6,400,000立方米（17億美制加侖）的淡水，再把淡水輸送至南佛羅里達16個縣內。另外，美國陸軍工兵部隊將會建造大約144.1平方公里（35,600英畝）的人造濕地，以阻止受污染的城市和農業徑流直接流入脆弱的大沼澤地，又會拆毀長約390公里（240英里）用作分流大沼澤地水流的運河。在計劃實施的頭五年內，CERP負責以10億美元成本購入837.7平方公里（207,000英畝）土地。計劃預期在30年內花費105億美元，將50個不同的項目結合起來，並每5年提交相關報告。2018年，國會批准修建大沼澤地農業區蓄水庫，這不僅有助向公園分配潔淨淡水，還最大限度地減少奧基喬比湖有害排放物對沿海區域的威脅。

### 園區經濟
根據國家公園管理局的2021年預算報告，大沼澤地國家公園在2020年獲批預算約為1,730萬美元。另外，公園亦會收到不少機構組織的資助和贈款，其中包括關鍵生態系統研究計劃和大沼澤地綜合恢復計劃。2020年，受2019冠狀病毒病疫情影響，公園錄得702,319入場人次，經濟收益達6,900萬美元，並創造了944個工作崗位，但這些數據均略差於2019年。而在這70餘萬的入場人士中，只有約1.5萬人屬於過夜旅客。

### 領導與行政
自1947年投入使用以來，大沼澤地國家公園共有19位公園管理員。丹尼爾·比爾德是公園首任管理員，在此服務了十一年，是任職時間最長的管理員。現任公園管理員是佩德羅·拉莫斯，他於2015年受命擔任此職，此前為大柏樹國家保護區的管理員。1937年國家公園管理局把全美劃分為多個行政區域，而當時公園則被撥入1號行政區。1號行政區先在1962年被更名為東南行政區，再在1995年被重新命名為東南區域。內政部後來把這些區域重組並更命為統一內部區域，公園則被置於新的2號區域內。

## 威脅

### 分流與水質

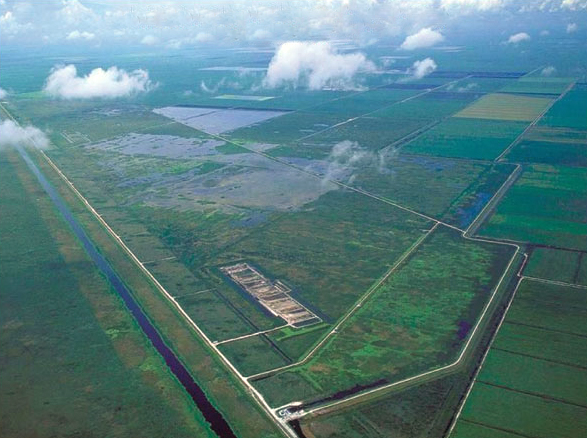
大沼澤地北部雨水處理區的鳥瞰圖

在現今的大沼澤地國家公園中，只有不足五成的區域仍保持著昔日未受人類強行排水的自然面貌。因應人類開發大沼澤地，區內涉禽數量在1940至2000年代間大幅下跌九成。公園所面對的首要威脅是人類把原屬於大沼澤地的淡水資源引流往南佛羅里達仍在發展中的都會區。1950至1960年代，佛羅里達州中南部防洪計劃在區內修建運河、水控結構和抽水站等設施，把淡水帶離大沼澤地並引流至城市。低水位導致魚類容易受到爬行動物和鳥類的攻擊，鋸齒草亦會因水分不足而變乾，並在乾燥環境下枯萎或燃燒。鋸齒草的消失又會導致以此為食的福壽螺及其他動物失去食糧，變相減少涉禽的食物來源，對食物鏈產生不良影響。棲息地喪失是導致涉禽減少的另一個主因。根據南佛羅里達水資源管理區在2020年發表的《南佛羅里達涉禽報告》，公園內的涉禽數量有回升跡象。
佛羅里達州西海岸沿線城市對淡水的需求日益增加，但大沼澤地的淡水供應量卻遠遠跟不上，導致水資源供求失衡，因此城市須依賴海水淡化來獲取淡水。流入公園的淡水質素主要受汞、硫酸鹽和磷影響。在人類活動的影響下，這些化學元素或化合物容易混入地表徑流，並最終流入公園。當園內地表水的磷濃度超過某一數值時，作為大沼澤地食物網基礎的附生生物便會受到負面影響。氮和磷等營養物質過多亦會造成優養化，增加比斯坎灣和佛羅里達灣發生藻華和紅潮的機會。汞除了會伴隨徑流流入公園外，亦會隨著蒸發和降水進入水體。1998年，一隻佛羅里達山獅被發現倒斃於鯊魚河沼澤內，經解剖後確定死因是汞中毒，其身體組織中約有110毫克汞，含量高到足以殺死人類。現時流進公園的淡水須先經過人造濕地和數個雨水處理區，以減少流進大沼澤地的污染物數量，但輸送至該區的淡水水質並未符合保護區內敏感生態系統和棲息地的水平。在公園分發給遊客的小冊子上印著一段說話：「流入公園的淡水是經過精心設計的。在公園邊界沿線的水泵、水閘和蓄水池的幫助下，目前大沼澤地猶如接受維持生命治療，雖然活著，但奄奄一息。」

### 城市蔓延
公園東部邊界的一連串防洪堤標誌著城市和保護區之間的界限。現時，佛羅里達州每天吸納逾千名新居民，當地政府須在公園邊界附近建造新的住宅、商業和工業區。然而，人類在邊界的發展威脅著公園生態系統和水平衡。位於佛羅里達半島西岸的麥爾茲堡、那不勒斯和開普科勒爾正在向外發展並蠶食城市邊緣的鄉郊地區，漸漸接近公園西部邊界，但該處卻沒有防洪堤來標明公園邊界。隨著城市蔓延，人類接管了大面積的松林地帶，導致公園的排水出現負面影響。另外，人類在過程間會以混凝土覆蓋土壤和地面，降雨期間水會流經這些不透水表面，並把污染物帶入溪流和運河，造成水質下降。2008年，國家地理學會旗下雜誌《國家地理旅行者》根據可持續旅遊、目的地質素和公園管理三大指標來為北美多個國家公園評級，大沼澤地國家公園和大柏樹國家保護區同樣獲得32/100的分數，雙雙墊底。撰文的雜誌編輯喬納森·B·圖特洛寫道：「住宅和零售開發入侵導致寶貴的生態系統陷入混亂。如果人類再不退讓，這個國家將會失去一個驚人的天然寶藏。」

### 受威脅動物

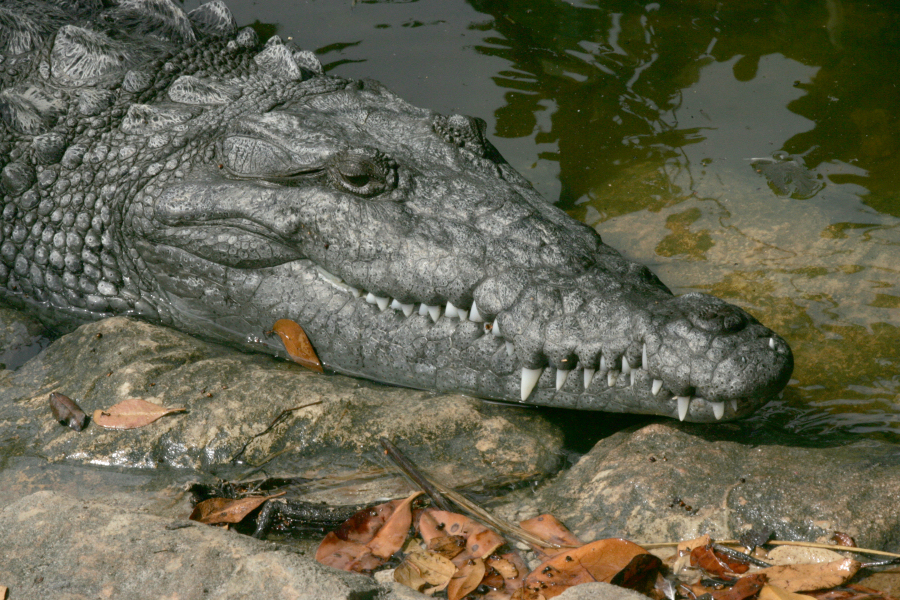
美洲鱷的生存威脅主要源於棲息地破壞和車輛碰撞

園內棲息了39種受聯邦保護的原生物種，但部分正面臨嚴重的生存威脅。以美洲鱷為例，南佛羅里達是牠們在美國的唯一棲息地。牠們曾經被人類過度捕獵而受聯邦保護。時至今日，牠們不再受到獵殺，但仍然受到棲息地破壞和被車撞傷的威脅。2007年，美國魚類及野生動物管理局把美洲鱷的保護狀況由瀕危改為受威脅。現時大約有2,000條美洲鱷棲息在南佛羅里達，逾百巢穴分佈在園內和比斯坎國家公園。在產卵棲息地喪失、偷獵、過度捕撈和破壞性捕魚的影響下，海龜物種正面臨滅絕威脅。現時在公園內棲息的綠蠵龜、玳瑁、赤蠵龜和肯氏龜已被聯邦政府列為瀕危物種，而棱皮龜則被列為受威脅物種。由於雄龜和幼龜不會返回出生地，只有雌龜每年返回棲息地產卵，因此難以確定園內的海龜數量。同樣受棲息地喪失和過度捕撈影響，園內的櫛齒鋸鰩、鋸鰩和眼帶石斑魚均被列為受威脅物種。
佛羅里達山獅是園內三種受威脅哺乳動物之一，同時是地球上其中一種瀕危哺乳動物。現時只有約230隻生活在野外，範圍主要是大沼澤地和大柏樹沼澤。佛羅里達山獅所面對的生存威脅包括近親繁殖（基因庫有限）、棲息地破壞、車輛碰撞、寄生蟲、疾病和汞中毒。西印度海牛同屬受威脅哺乳動物。由於牠們無法聽到船隻接近時發出的低頻攪動聲，容易被船隻螺旋槳割傷，此亦是導致牠們種群數量下降的主要原因。次要原因則包括繁殖率低和宜居棲息地減少。2005年，科學家在公園水域觀察到176隻成年海牛和7隻幼年海牛。2017年5月，內政部宣布將海牛的保護狀況由瀕危降至受威脅。
棲息在公園內的受威脅鳥類有10種，當中包括瀕危的薩布爾角海濱沙鵐和大沼澤地螺鳶。薩布爾角海濱沙鵐的活動範圍只限於大沼澤地和大柏樹沼澤。1981年間棲息在公園邊界的薩布爾角海濱沙鵐共有6,656隻，而根據美國陸軍工兵部隊的推算，族群數量在2006年會下跌至3,088隻。把公園水位恢復至昔日自然水位的嘗試一直存在爭議。薩布爾角海濱沙鵐會在離地約30厘米（1英尺）的地方築巢，水位一旦上升便會危及未來的族群，並威脅到大沼澤地螺鳶的安危。僅存於大沼澤地的大沼澤地螺鳶幾乎只以福壽螺為食，但水位改變可能會令福壽螺消失，導致大沼澤地螺鳶失去主要食物來源。雖然有證據表明大沼澤地螺鳶族群可能上升，但估計在喪失棲息地和食物來源下牠們的數量仍維持在數百隻。

### 乾旱火災與海平面上升
雷暴過後容易發生火災，但若然遇上大沼澤地水位變低，火災造成的損害將會增大。硬木哈莫克林和柏樹林在火災時容易受到嚴重破壞，部分林木更需要數十年時間才能重新生長。在沿海地區發生的火災亦會燒毀數公里的紅樹林。水位下降會使泥炭暴露，當大火在乾涸的大沼澤地蔓延時更有機會點燃泥炭，從而引發危險的泥炭火災。一旦泥炭消失，開放水域便會形成加深，繼而影響鋸齒草的生長。乾旱同時會導致地下水位下降，令鹹水得以侵入南佛羅里達的多孔石灰岩基岩，這不僅威脅大沼澤地的健康，還威脅鄰近城市的淡水供應。另一方面，乾旱會令水生動物失去棲息地，而腐泥土在變乾後則會分解並釋出氮和磷，成為水污染的源頭。針對乾旱和火災，南佛羅里達水資源管理區曾表示：「極端乾旱所引起的災難幾乎可以與火山相提並論，皆因兩者均會重塑整個景觀。累積7.6厘米（3英寸）的泥炭需時數以百年，但毀掉它們只需一週。」
全球變暖導致的海平面上升是左右公園未來的另一個威脅。大沼澤地具有抵禦海平面上升的天然防禦能力，沿海一帶的茂密紅樹林形成了一道保護屏障，可過濾鞏固颶風從海底攪動的泥沙，並隨著海平面上升而增加海岸的高度。但是，大沼澤地對抗海平面上升的能力是有限的。地質記錄顯示，早期海平面上升的速度僅是每年1毫米（0.04英寸）或以下。自2000年以來，南佛羅里達周邊的海平面以每年8.4毫米（0.33英寸）的速度上升。地質學家估計上升速度會隨著氣候繼續變暖而增加，公園的淡水棲息地將會在500年內被鹹水沖刷殆盡，只剩下大沼澤地最北端的部分。

### 外來物種

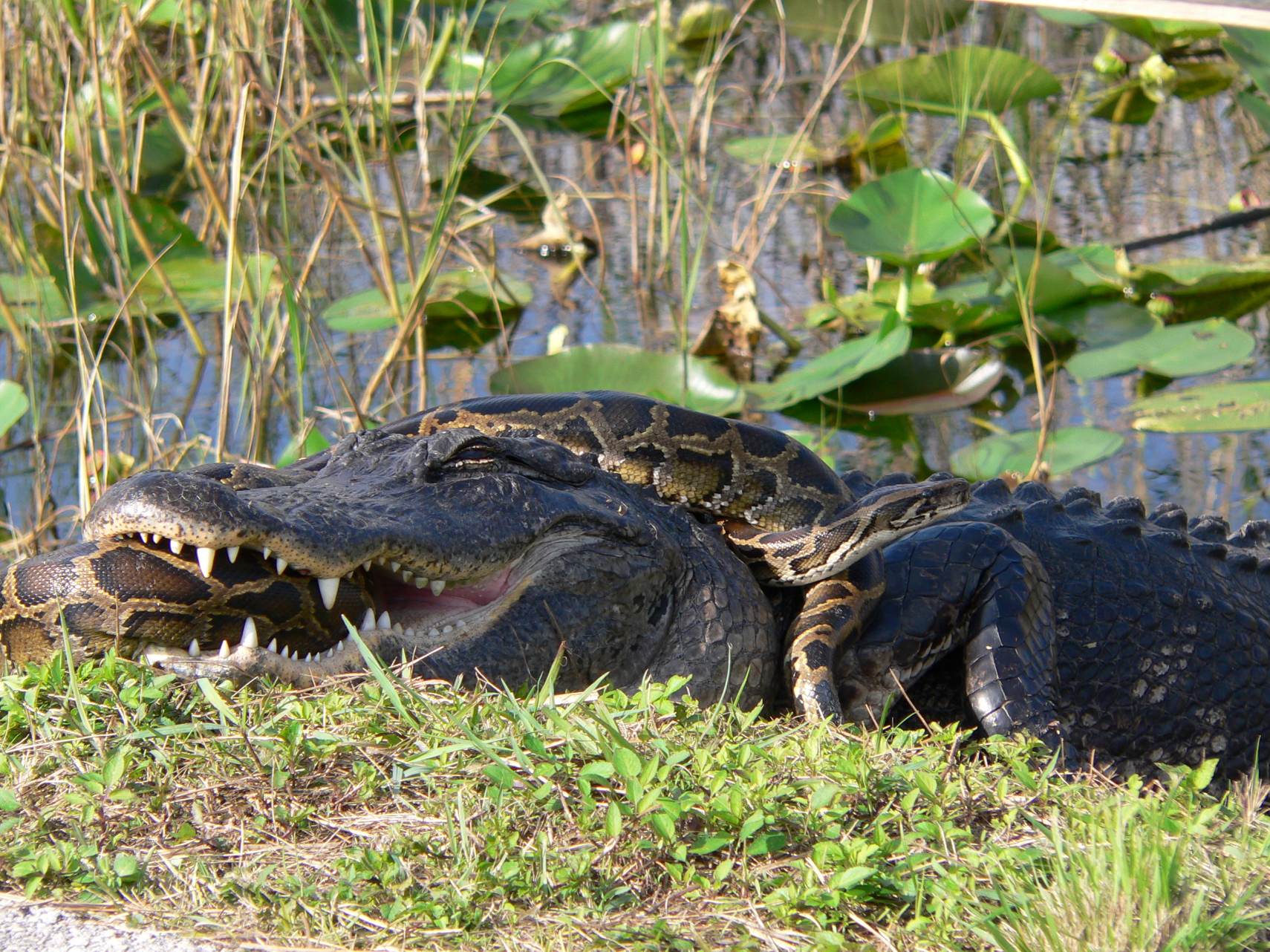
入侵物種緬甸蟒與原生物種美國短吻鱷之間的鬥爭

對於公園而言，把外來物種引入南佛羅里達是一個相當大的問題。外來物種在其原生環境中會受到諸如天氣、疾病和天敵的限制。但由於大沼澤地沒有同類限制，外來物種得以在此地快速繁殖，甚至遠超其原生棲息地的平均數量。在南佛羅里達所有魚類、爬行動物、鳥類和哺乳動物物種中，約有26%屬於外來物種，是全美擁有最多外來動物物種的地方。大沼澤地同時是世上其中一個擁有大量外來植物物種的地方。
一些物種能夠以快速傳播或與受威脅／瀕危本地物種競爭來適應大沼澤地的生存條件，稱之為「入侵物種」。南佛羅里達長有數以千計的外來植物物種，大多作為觀賞植物而被引入，但綠花白千層、巴西肖乳香、小葉海金沙和木麻黃則威脅著當地植被。雖然自然干擾為入侵物種帶來繁衍生息的機會，但人類干擾放大了這些機會。當入侵植物建立族群後，它們便會覆蓋其他植被，或者遮蔽陽光，排斥其他原生植物，從而減少植物多樣性。由於鮮有生物控制手段來限制入侵植物繁衍，公園工作人員須透過化學方法來解決它們。
同樣，外來動物會因為失去天敵和其他自然障礙而快速繁衍。多種因素促成外來動物成功入侵南佛羅里達，包括在船舶和飛機上無意進口，以及為寵物貿易而有意進口。分裂紫膠蟲會形成非常密集的侵襲，並在短時間內殺害哈莫克林內的灌木和其他植物。墨西哥鳳梨象鼻蟲會破壞鳳梨科植物及其寄生的生態系統。蟾鬍鯰常見於大沼澤地及相關運河，雖然不會消滅原生物種，但乾旱時會大量聚集在水池中捕食其他物種。2010年，佛羅里達州魚類和野生動物保護委員會列出八種「受關注的爬行動物」，包括緬甸蟒、網紋蟒、森蚺和尼羅河巨蜥等。這些爬行動物體型巨大和攻擊性強，且會捕食原生野生動物（如瀕危的大礁島林鼠），因此委員會允許持牌獵人在公園範圍內捕獲和清除牠們。2012年，內政部宣布禁止進口緬甸蟒、非洲岩蟒、納塔爾岩蟒及黃水蚺，以保護公園生態系統。截至2020年，持牌獵人已為公園清除約3,700條緬甸蟒。
外來物種一直由美國魚類及野生動物管理局管控，自1994年以來該局便開始彙編和傳播有關入侵物種的信息。管理局每年花費約5億美元來控制入侵物種，但它們仍大批出沒於南佛羅里達約6,879.7平方公里（1,700,000英畝）的土地上。

## 休閒

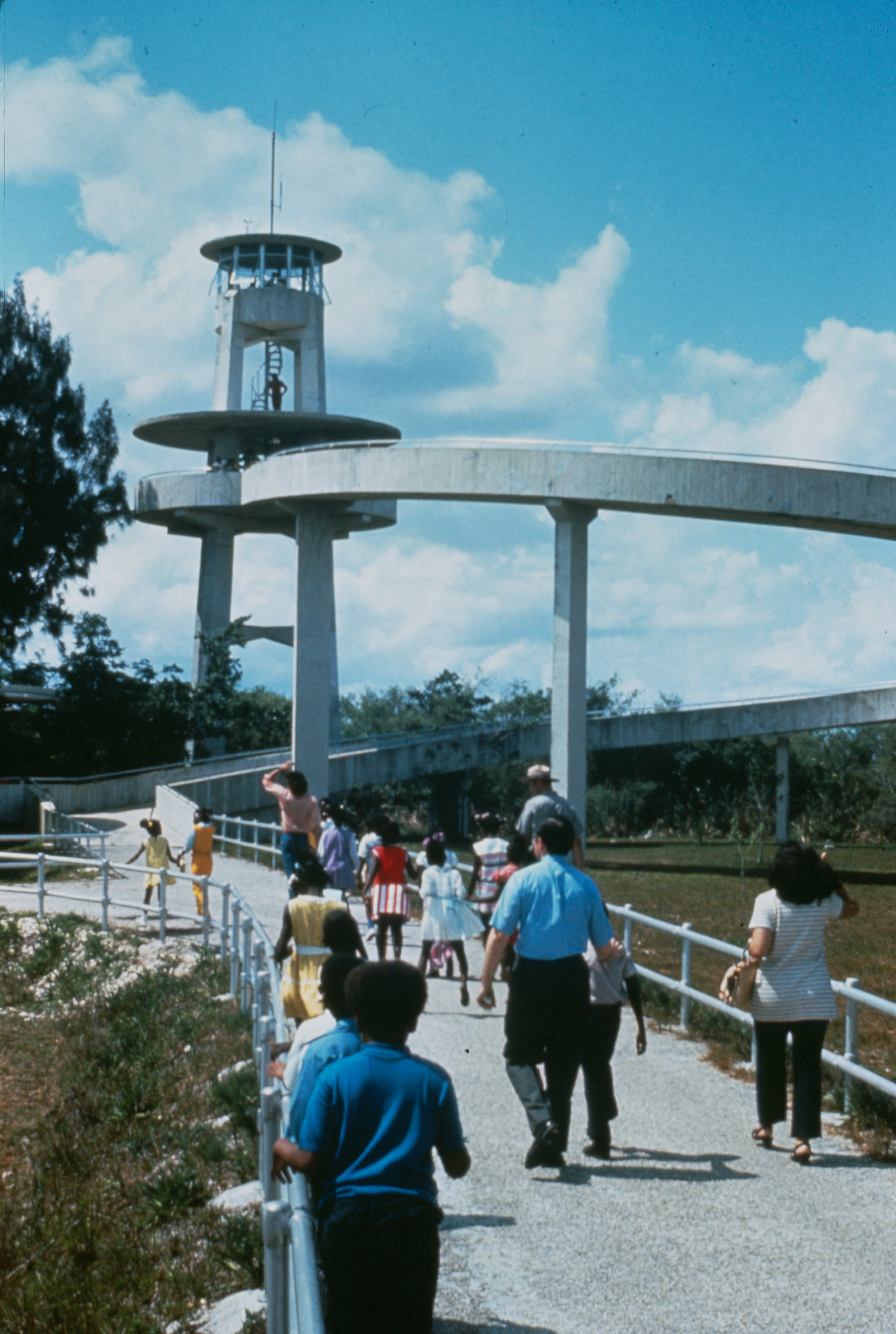
鯊魚谷遊客中心的觀景塔

南佛羅里達的氣候大致可分為旱季和雨季。12月至3月屬旱季，此時氣溫舒適，颶風、雷暴和蚊蟲較少出現，是公園的旅遊旺季。而4月至11月則屬雨季，天氣炎熱潮濕，颶風、雷暴和蚊蟲變得活躍，故遊客人數較少。公園設有四個遊客中心。鯊魚谷遊客中心位於邁阿密西部的塔米亞米公路（41號美國國道的其中一段）。該處設有一段長約24公里（15英里）的環道，遊客可乘坐電車或騎乘單車前往觀景塔。另外，該遊客中心在旺季期間會提供附帶導遊的電車之旅。歐內斯特·F·科伊遊客中心位於9336號佛羅里達州州道旁邊，鄰近霍姆斯特德，是公園的主要入口。該遊客中心是長約61公里（38英里）的公園主幹道起點，道路往西南方向延伸，蜿蜒穿過松林地帶、柏樹林、淡水泥灰大草原、沿海低地和紅樹林生態系統。遊客可經由主幹道前往各條遠足小徑。佛朗明哥遊客中心位於主幹道盡頭，設有碼頭和餐廳等設施。墨西哥灣沿岸地區遊客中心設於大沼澤地市內，位靠29號佛羅里達州州道。遊客中心設有長約160公里（99英里）的荒野水道，划艇人士可經此前往佛朗明哥遊客中心。遊客只能乘船前往公園西海岸、萬島群島以及佛羅里達礁島群的各個島嶼。

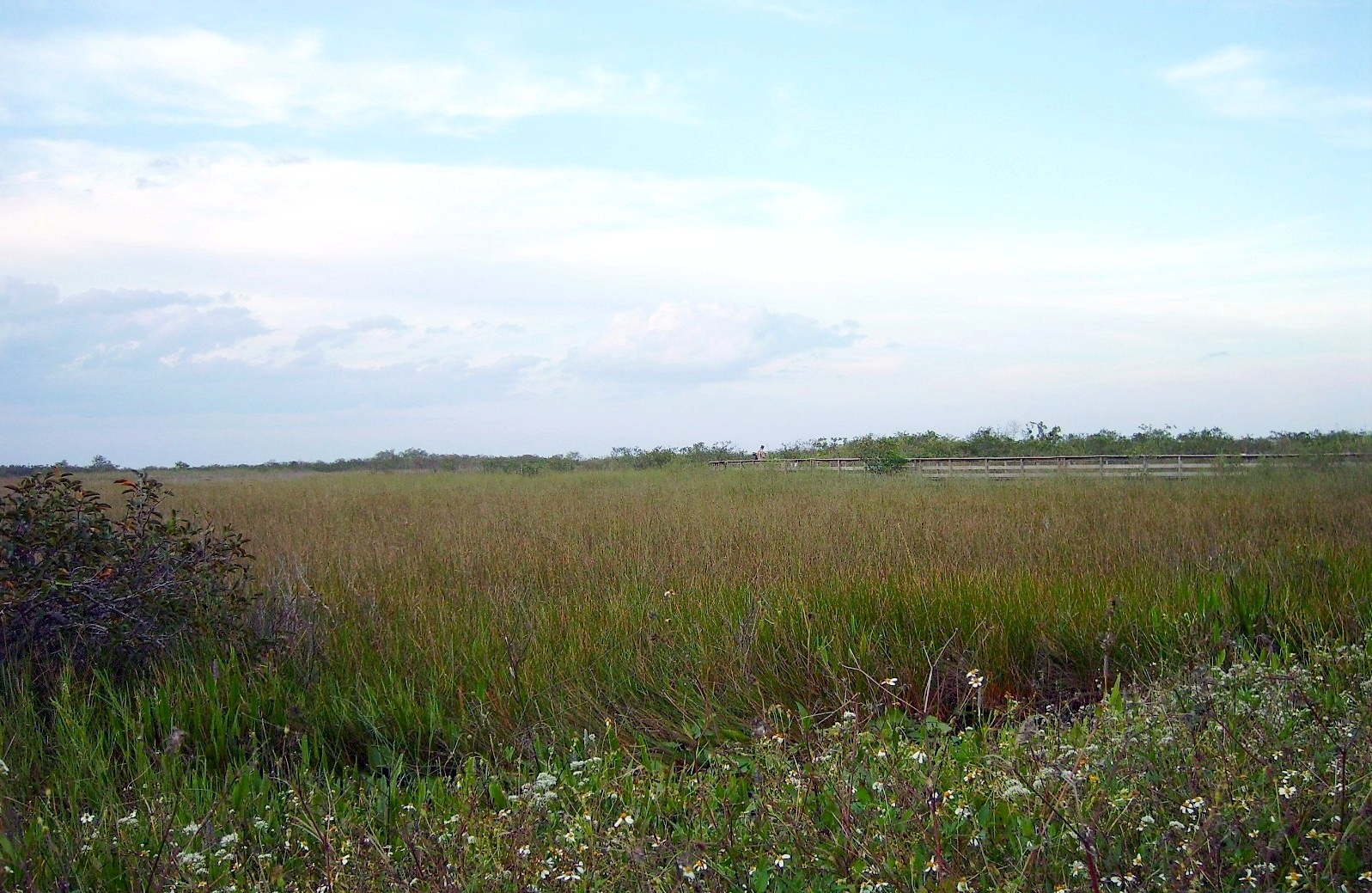
遊客可在蛇鵜步道近距離觀察淡水沼澤和鋸齒草原

大沼澤地國家公園設有十多條步道，長度和難度各不相同，遊客可經由步道穿越各類生態系統和觀看各種動植物。一般而言，公園巡邏員只會在旅遊旺季期間舉辦步道的導遊活動。松島步道系統由蛇鵜步道、甘博林博步道、長松礁步道、松林地步道、帕哈約基高架步道、桃花心哈莫克林步道組成。其中，蛇鵜步道因鄰近霍姆斯特德且交通便利，每年均吸引頗多遊客到訪。帕哈約基高架步道設有觀景平台供遊客俯瞰草河景色，而桃花心哈莫克林步道範圍則長有全美最大型的小葉桃花心木。佛朗明哥步道系統由西湖步道、蛇灣步道、吵鬧彎道、基督教點步道、熊湖步道、生態塘步道、蓋伊布拉德利步道、灣岸環道、沿海草原步道組成。熊湖步道是園內唯一一條同時提供健行和划艇的步道，它沿舊霍姆斯特德運河而建，遊客可在運河起點划艇前往熊湖。蓋伊布拉德利步道、灣岸環道和沿海草原步道均位於沿海地區，遊客可在此看到不少漁村遺址和舊碼頭樁柱。鯊魚谷步道系統位於草河中心，由山貓木板路和水獺洞哈莫克林步道組成。在眾多步道之中，長松礁步道屬園內最長的步道，其長度超過35公里（22英里），其次是長約12公里（7.5英里）的沿海草原步道。部分步道或會受水位影響而變得無法通行。
通航水域佔公園面積的三分之一，為遊客帶來絕佳的划艇和釣魚機會。完成公園的划船教育課程並取得證書後，遊客便可在園內多條溪流、水道以及礁島群划皮艇和獨木舟，也可使用低功率的馬達快艇。遊客亦可在荒野水道上展開多日划艇旅程，但須在指定遊客中心購買野外露營許可證。園內禁止遊客使用風扇艇和水上電單車等個人機動船，以及膝板和水橇等由船隻拖曳的滑水設備。部份淡水區域設有時速限制，而大多數鹹水區域則屬禁區，以保護海牛和其他海洋動物免受傷害。遊客可在公園範圍內釣魚，但須持有佛羅里達州發出的釣魚牌照。公園管理局對於釣魚區域、釣魚人士所使用的餌料和魚獲數量均有明確限制。此外，遊客可在佛朗明哥遊客中心或墨西哥灣沿岸地區遊客中心乘坐觀光船遊覽鄰近水域。
公園設有兩個主要營區：長松礁營地位於歐內斯特·F·科伊遊客中心11公里（7英里）外，開放時間為11月至5月，共提供108個營地；佛朗明哥營地鄰近佛朗明哥遊客中心，全年開放，共提供234個營地（包括20個生態帳篷）。兩個營區均有淡水供應，並設有洗手間、淋浴設備、野餐桌、烤架以及圓形劇場，而長松礁營地更設有釣魚池。遊客可駕駛露營車前往這兩個營地。公園還設有多個全年開放的野外露營地點，分佈在荒野水道沿線、墨西哥灣沿岸和萬島群島。野外營地分為地面、海灘和高架露營平台三種，部份設有洗手間和碼頭，而遊客只能在海灘營地燃點營火。大多數野外露營地點只能通過水路到達。遊客須在指定遊客中心購買野外露營許可證，方可在園內露營。除了上述露營設施外，公園不提供其他方式的過夜住宿。

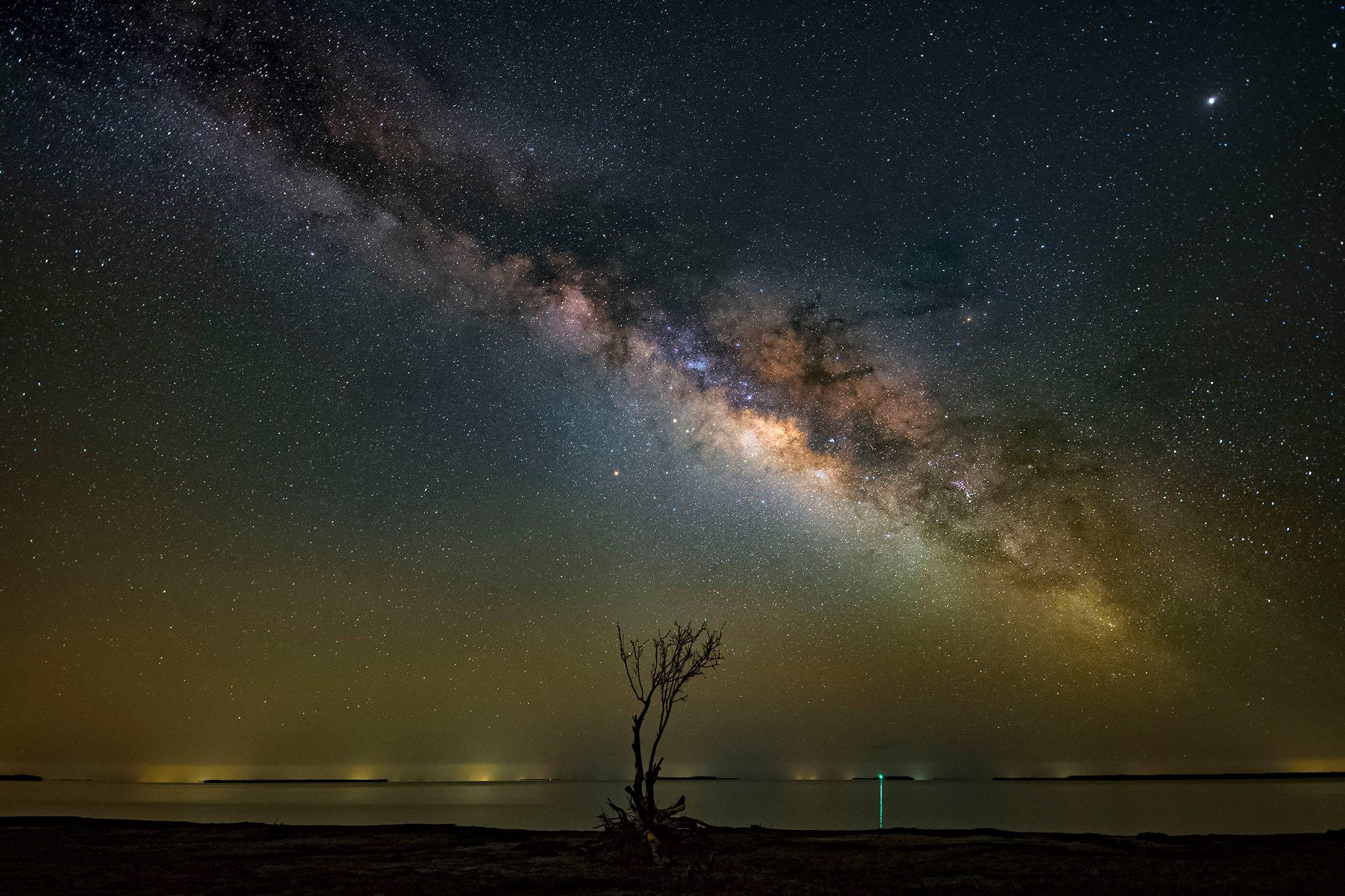
銀河系，攝於佛朗明哥營地

公園位置遠離鄰近社區的燈光，因此十分適合觀賞夜空奇觀。在眾多地點之中，光污染極低的公園南部和西部地區（例如萬島群島和佛朗明哥）是夜空觀賞的絕佳場所，遊客向南看時，能以肉眼清楚地看到銀河系。冬季期間，公園巡邏員會舉辦諸如新月觀星活動等夜間節目，並會向遊客提供望遠鏡觀察夜空。而在滿月期間，公園巡邏員會舉辦單車之旅，以及帶領遊客沿墨西哥灣海岸划艇。公園亦會舉辦特別活動慶祝「邁阿密黑暗天空週」。
公園是大佛羅里達觀鳥步道的重要組成部分。遊客可在公園主入口、鯊魚谷和墨西哥灣沿岸一帶觀賞超過300種鳥類。

## 外部連結
- 大沼澤地國家公園官方網站 （页面存档备份，存于）（英文）